# Al-Chidr

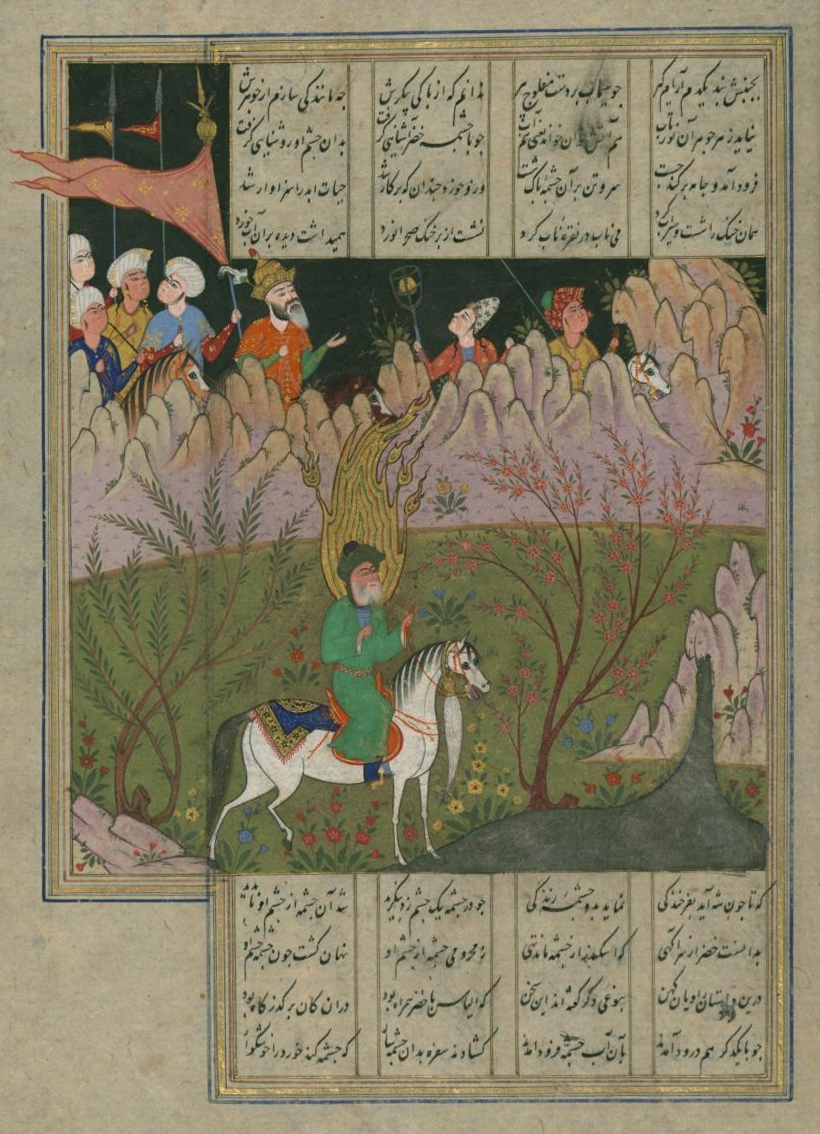
Chidr an der Lebensquelle, im Hintergrund Alexander der Große, persische Miniatur, 16. Jh., Walters Art Museum

Al-Chidr (arabisch الخضر, DMG al-Ḫiḍr oder al-Ḫaḍir ‚der Grüne‘, türkisch Hızır) ist ein islamischer Heiliger, der als Symbol für die sich zyklisch erneuernde Vegetation und Personifikation des Guten einen festen Platz in der Vorstellungswelt der Muslime hat. Einige Muslime betrachten ihn auch als Propheten. Nach verbreiteter Vorstellung lebt al-Chidr in der Verborgenheit und wird nur gelegentlich einzelnen Menschen sichtbar, wobei er unterschiedliche Gestalt annehmen kann. Hinsichtlich seiner Erscheinungen und seiner Fähigkeit, durch den Raum zu schweben, weist al-Chidr Ähnlichkeiten mit einem Engel auf, doch handelt es sich nach allgemeiner Auffassung nicht um einen Engel, sondern um einen Menschen aus früheren Zeiten, dem Gott das Leben über das gewöhnliche Maß hinaus verlängert hat; erst am Ende der Zeiten soll er sterben. Über den Grund dieser Lebensverlängerung gibt es verschiedene Legenden.
Eine der wichtigsten Grundlagen für die islamische Chidr-Verehrung ist die koranische Erzählung über den frommen Gottesknecht, der Moses auf die Probe stellt (Sure 18:65–82). Aufgrund eines Hadiths wurde dieser Gottesknecht mit al-Chidr identifiziert. Sufis betrachteten al-Chidr wegen dieser Erzählung als ein wichtiges Rollenvorbild. In einer besonders engen Beziehung steht al-Chidr auch zu dem biblischen Propheten Elias. Nach einem verbreiteten Glauben ist die Erde zwischen al-Chidr und Elias aufgeteilt, wobei die beiden jährlich einmal zusammenkommen sollen. In Anatolien und bei verschiedenen muslimischen Gruppen auf dem Balkan und in Osteuropa wird diese Zusammenkunft am 6. Mai mit dem Hıdrellez-Fest gefeiert.
Als Vegetations- und Wasserheiliger wird al-Chidr auch von den Zoroastriern im Iran, den Jesiden im Irak, den Hindus im Punjab und den orientalischen Christen in der Levante verehrt. Letztere setzen ihn mit dem Heiligen Georg gleich. Seit dem 18. Jahrhundert ist al-Chidr darüber hinaus in der westlichen Literatur eine beliebte Figur als spiritueller Führer von Dichtern und Menschen, die einen mystischen Weg beschreiten. Die UNESCO hat 2016 das mit al-Chidr verbundene Brauchtum im Irak und 2017 das Hıdrellez-Fest in die Repräsentative Liste des immateriellen Kulturerbes der Menschheit aufgenommen. Innerhalb des Islams gibt es allerdings auch Kritik an der Chidr-Verehrung. So haben verschiedene muslimische Gelehrte Bücher verfasst, in denen sie den Glauben an das Fortleben al-Chidrs und seine Funktion als Vorbild für antinomistisches Verhalten zurückgewiesen haben. Einer der schärfsten Kritiker der Chidr-Frömmigkeit war der hanbalitische Gelehrte Ibn al-Dschauzī (gest. 1200).

## Name, Beinamen und Ehrentitel

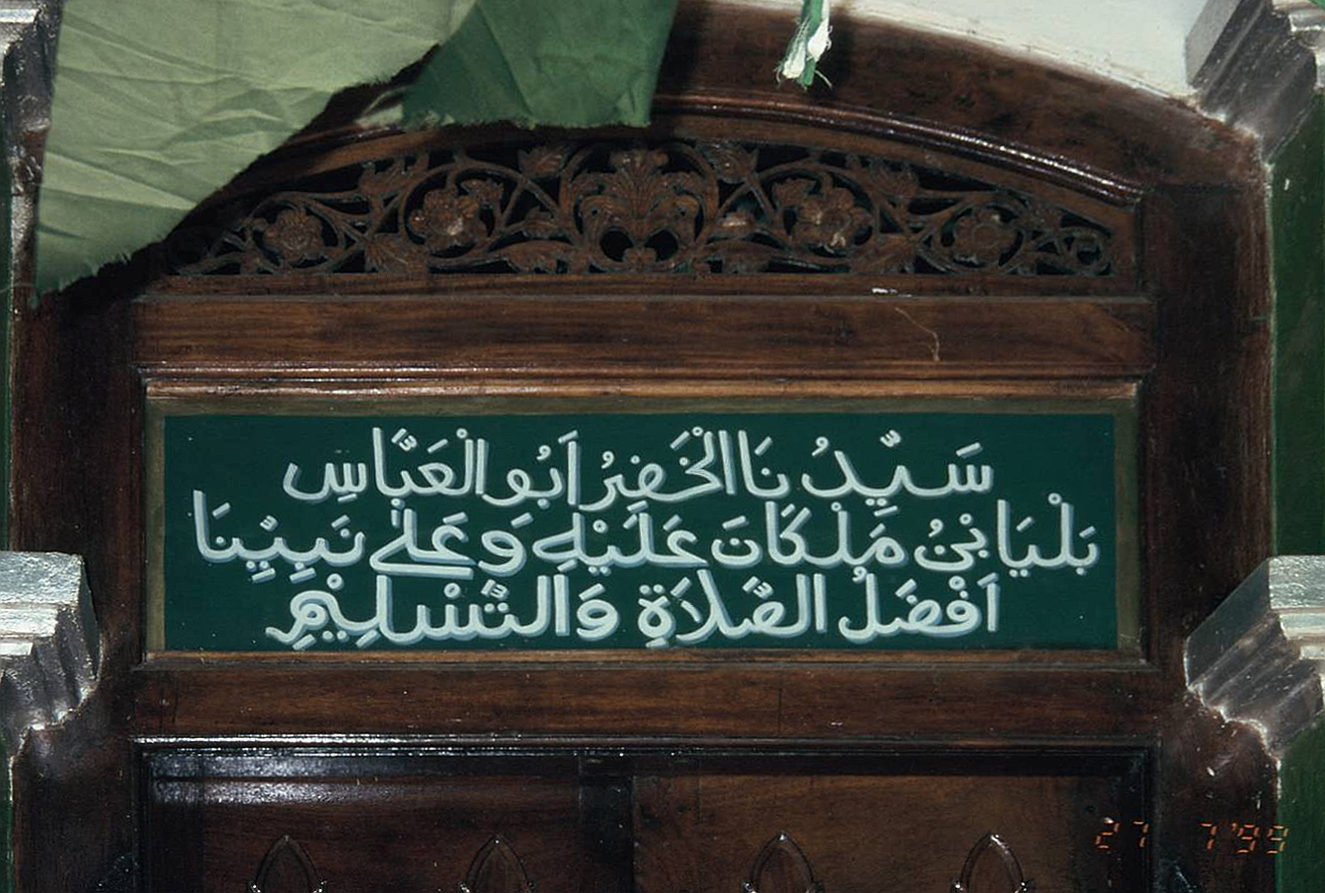
Arabische Inschrift an der Chidr-Moschee von Kataragama in Sri Lanka: „Unser Herr, al-Chidr Abū l-ʿAbbās, Balyā, Sohn des Malkān, Gott spende ihm und unserem Propheten das beste Heil“

Während al-Ḫiḍr, das auf Arabisch „der Grüne“ bedeutet, immer nur als ein laqab-Beiname verstanden wurde, gab und gibt es über den wirklichen Namen al-Chidrs und seine Abstammung sehr unterschiedliche Lehrmeinungen. Im mittelalterlichen Maghreb war die Auffassung verbreitet, dass al-Chidr eigentlich Ahmad hieß. Der ägyptische Gelehrte Ibn Hadschar al-ʿAsqalānī (gest. 1449), der eine eigene Abhandlung über al-Chidr verfasst hat, führt dort insgesamt zehn unterschiedliche Auffassungen zur Frage von al-Chidrs Namen auf. Einige muslimische Gelehrte setzten al-Chidr auch mit verschiedenen alttestamentlichen Gestalten gleich, darunter Melchisedek, Jeremia, Elija und Elischa. Hintergrund für diese Gleichsetzungen bildeten verschiedene christliche und jüdische Erzählstoffe, zu denen al-Chidr in der islamischen Tradition in Verbindung gebracht wurde. Diejenige Lehrmeinung, die im Laufe der Zeit am meisten Verbreitung gefunden hat, besagt, dass al-Chidr über seinen Vater Malkān ein Urenkel des biblischen Eber sei und eigentlich Balyā heiße. Sie wird auch an dem Heiligtum von al-Chidr in Kataragama in Sri Lanka propagiert.
Gingen die Meinungen über al-Chidrs eigentlichen Namen auseinander, so besteht über seinen Kunya-Beinamen weitgehende Einigkeit. Seit dem 10. Jahrhundert wird er fast durchgängig mit Abū l-ʿAbbās angegeben.
In den Ländern, in denen al-Chidr verehrt wird, wird dieser Name, der ja eigentlich nur ein Beiname ist, sehr unterschiedlich ausgesprochen. Bereits die arabische Lexikographie gibt an, dass neben der Form al-Ḫiḍr auch die Vokalisationen al-Ḫaḍir und al-Ḫaḍr zulässig sind. In verschiedenen arabischen Dialekten des syrisch-palästinensischen Raums wird der Name al-Ḫuḍr ausgesprochen. Bedingt durch die unterschiedliche Aussprache des Namens in den verschiedenen Sprachen der islamischen Welt sowie aufgrund der Verwendung unterschiedlicher Transkriptionssysteme bei der Wiedergabe dieser Sprachen mit lateinischen Buchstaben, sind zahlreiche Schreibvarianten im Umlauf, so zum Beispiel Hızır (Türkisch), Khijir (bengalisch), Kilir (javanisch), Hilir (tamilisch), Qıdır (Kasachisch), Xızır oder Xıdır (Aserbaidschanisch), Khidr, Chidher, Chidhr, El Khoudher, Khodr, al-Jidr, Khizar, Chiser, Chisr, Kyzyr usw. In den nachfolgenden Ausführungen wird außerhalb von Zitaten einheitlich die Form „Chidr“ verwendet, einfachheitshalber ohne den arabischen Artikel al-.
In manchen Regionen wird Chidrs Name mit Ehrentiteln versehen. So ist in Indien, Iran, Zentralasien und Anatolien der Titel Chodscha bzw. Chwādscha (‚Lehrer, Meister‘) für ihn gebräuchlich, in Iran und Usbekistan wird seinem Namen die Anrede Hazrat vorangestellt, und bei den Kirgisen und Kasachen wird er als Qıdır Ata (Қыдыр ата; „Vater Chidr“) betitelt.

## Die Vorstellung von der „Begegnung mit Chidr“

### Chidrs allgemeine Unsichtbarkeit und seine Erscheinungen
Grundlegend für die islamische Chidr-Frömmigkeit ist die Vorstellung von Chidrs verborgener Anwesenheit unter den Menschen. Ein oft zitierter Ausspruch des berühmten schafiitischen Rechtsgelehrten an-Nawawī (gest. 1277) lautet: „Er (d. h. Chidr) ist am Leben und weilt unter uns“. Es soll allein ausreichen, seinen Namen auszusprechen, damit Chidr sich einstellt. Da Chidr gegenwärtig ist, sobald man ihn erwähnt, soll man ihn in diesem Fall auch gleich grüßen. Von dem achten schiitischen Imam ʿAlī ibn Mūsā ar-Ridā (gest. 818) wird die Aussage überliefert: „(Chidr) ist dort anwesend, wo er erwähnt wird. Wer von euch ihn erwähnt, möge den Heilsgruß über ihn sprechen.“
Zwar ist Chidr eigentlich den Blicken der Menschen entzogen, doch wird er gelegentlich für Menschen, die Gott besonders nahestehen, auf mysteriöse Weise sichtbar. Anhand einer historischen Überlieferung, die im Zusammenhang mit der Schlacht von Qādisiyya steht, lässt sich diese Vorstellung bis in die Frühzeit des Islams zurückverfolgen. Als sich in der dritten Nacht dieser Schlacht, als die Kämpfe besonders intensiv waren, ein geheimnisvoller Reiter unter die muslimischen Kämpfer mischte und sie gegen die feindlichen Heere unterstützte, wurde er von den Muslimen für Chidr gehalten.
Berichte über solche Chidr-Erscheinungen finden sich in zahlreichen Werken der traditionellen arabischen, persischen, türkischen und malaiischen Literatur. Kennzeichnend für Chidrs Auftritte in diesen Berichten ist, dass sie als echte Apparitionen in der materiellen Welt beschrieben werden, im Traum erscheint Chidr dagegen eher selten. Chidr tritt in den Berichten durchgehend als eine heil- und glückbringende Gestalt auf. Er rettet Menschen aus der Not, betätigt sich als Wunderheiler, befreit Menschen aus der Gefangenschaft und tröstet Trauernde. Die Vorstellung von Chidr als einem übernatürlichen Nothelfer schlägt sich auch in der türkischen Redensart Hızır gibi yetişmek („wie Chidr zu Hilfe kommen“) nieder, die dann verwendet wird, wenn man ausdrücken will, dass jemand in einer Notsituation wie ein rettender Engel erschienen ist.
Die Begegnung mit Chidr wurde immer als eine göttliche Auszeichnung verstanden. In der Sufik gilt sie als ein Beweis dafür, dass die Person, die mit Chidr zusammengetroffen ist, zu den Gottesfreunden gehört.

### Berichte von Chidr-Begegnungen in der Literatur

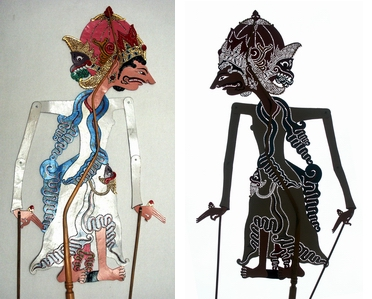
Chidr als Wayang-Figur in der Serat Menak Sasak.

Berichte von Begegnungen mit Chidr finden sich in den unterschiedlichsten Gattungen der islamischen Literatur. Aufgrund ihrer Bedeutung als Beleg für die Heiligkeit einer Person sind solche Berichte in hagiographischen Texten besonders häufig. Aber auch in Biographiensammlungen mit regionalem Schwerpunkt, historiographischen Werken und in der theologischen imamitischen Literatur stößt man auf derartige Berichte. Eine Literaturgattung, in der Chidr ebenfalls eine sehr wichtige Rolle spielt, sind die sogenannten Volksromane. Hierzu gehören zum Beispiel die arabische Sīrat Saif ibn Dhī Yazin, das persische Hamzanama, das türkische Epos über Battal Gazi und die malaiische Erzählung über Hang Tuah. In all diesen Erzählungen erscheint Chidr als übernatürlicher Helfer und Ratgeber der Helden. Die gleiche Rolle nimmt Chidr auch in der Serat Menak Sasak ein, einem Schattenspiel, das vom Volk der Sasak auf der indonesischen Insel Lombok entwickelt wurde. Hier erscheint Chidr mehrfach dem Helden Amir Hamza im Traum und hilft ihm aus der Klemme.
Die meisten Berichte über Begegnungen mit Chidr, die eine wahre Begebenheit wiederzugeben beanspruchen, sind erst nach mehr oder weniger langer mündlicher Tradition schriftlich fixiert worden. Es gibt aber einzelne sufische Autoren, die in ihren Werken von selbst erlebten Chidr-Begegnungen berichten. Den Anfang machte der Andalusier Muhyī d-Dīn Ibn ʿArabī (gest. 1240), der in seiner umfangreichen sufischen Enzyklopädie al-Futūḥāt al-Makkiyya erzählt, wie er auf seiner Wanderschaft Chidr dreimal begegnete: das erste Mal in Sevilla, dann im Hafen von Tunis und schließlich in einer halbzerstörten Moschee an der Atlantikküste, wobei es bei jedem Mal zu einer wichtigen Weichenstellung für sein weiteres Leben kam.
Fast alle Berichte über Chidr-Begegnungen schließen bestimmte Grundelemente ein. Dazu gehören die Beschreibung von Chidrs mysteriösem Auftauchen und Entschwinden, die Begrüßung des Sehers durch Chidr sowie die Entpuppungszene, innerhalb derer sich die Person, die dem Seher zunächst als Fremder begegnet, als Chidr herausstellt. In späterer Zeit treten häufig noch verschiedene symbolische Handlungen hinzu, die den initiatorischen Charakter der Begegnung mit Chidr unterstreichen. Dazu gehören Umarmungen, Händeschütteln mit Chidr oder die Verleihung des sufischen Flickenrocks (Chirqa) durch ihn.

### Wandelbarkeit der Gestalt und Kennzeichen
An die Vorstellung, dass Chidr als Fremder unvermittelt in Erscheinung treten kann, knüpft sich in der islamischen Tradition eine Reihe von weiteren Vorstellungen, so zum Beispiel diejenige von der beliebigen Wandelbarkeit seiner Gestalt. Für diejenigen, die nach einem Zusammentreffen mit Chidr streben, ergibt sich somit die Frage, woran sie Chidr erkennen können. Ab dem späten Mittelalter hat sich als eine Antwort auf diese Frage die Vorstellung entwickelt, dass Chidr bestimmte körperliche Merkmale besitzt, an denen er sich zweifellos identifizieren lässt (z. B. gleiche Länge von Zeigefinger und Mittelfinger, knochenloser Daumen, quecksilberartige Pupillen).

## Erklärungen für Chidrs Fortleben

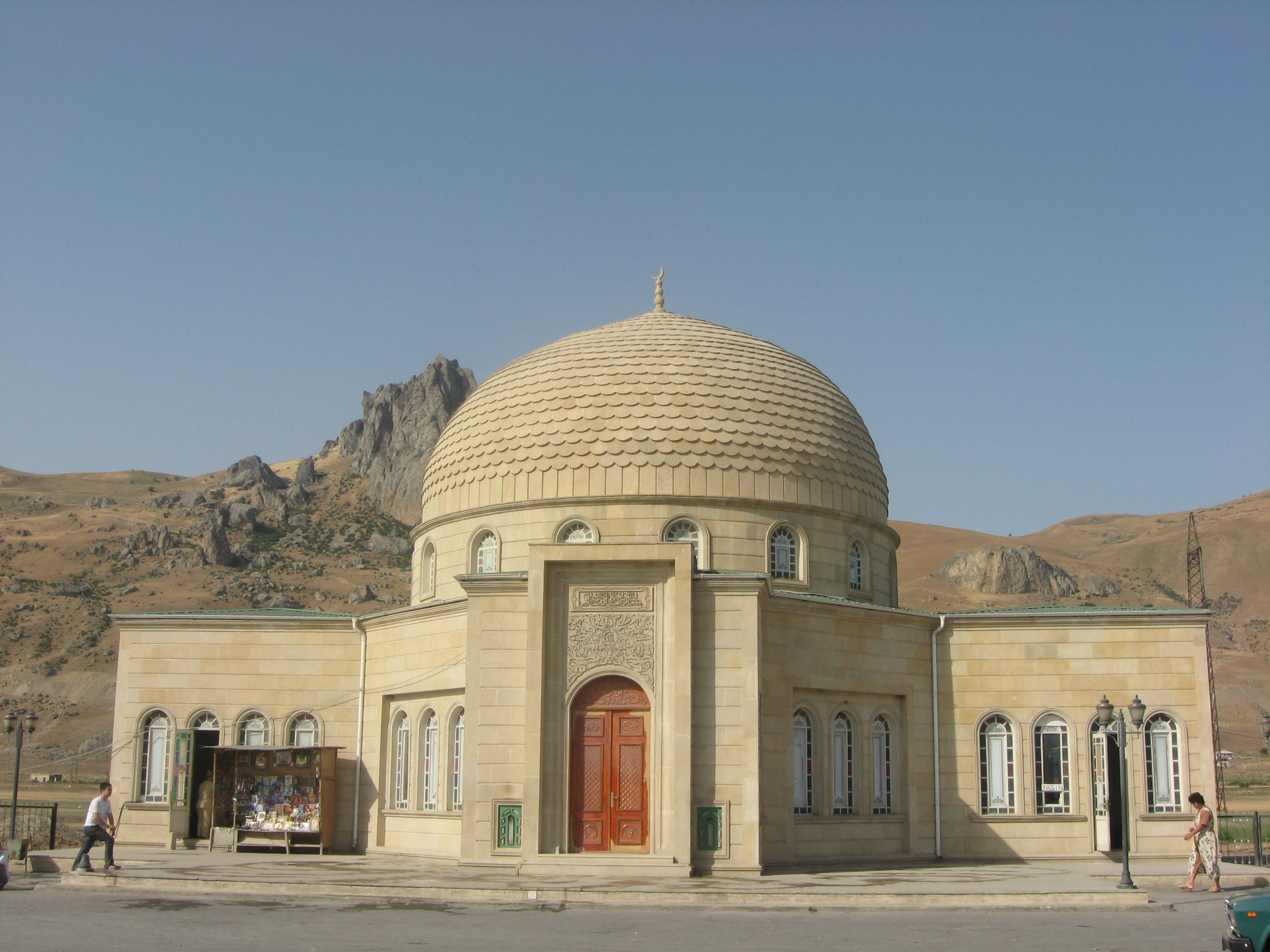
Das Chidr-Heiligtum am Beshbarmaq-Felsen in Aserbaidschan, wo Chidr als Xıdır Zində piri („Chidr, der lebendige Pir“) verehrt wird.

In den Berichten über sein Auftreten erscheint Chidr als eine diffuse Gestalt, die gleich einem Engel durch den Raum schweben kann. Wie aus einer Aussage al-Māwardīs (gest. 1058) hervorgeht, gab es tatsächlich schon im Mittelalter den Glauben, dass es sich bei Chidr um einen Engel handelt. Doch wurde diese Lehrmeinung von den meisten muslimischen Gelehrten als „eigenartig“ und „falsch“ zurückgewiesen. Der einzige namhafte muslimische Gelehrte, der diese Lehrmeinung verteidigte, war Abū l-Aʿlā Maudūdī.
Die herrschende Lehre besagte, dass Chidr kein Engel ist, sondern ein Mensch aus früheren Zeiten, der am Leben geblieben ist. Der Koranexeget ath-Thaʿlabī (gest. 1036) bezeichnete ihn in einer vielzitierten Aussage als „Propheten, dem das Leben verlängert wurde“ (nabī muʿammar). Die Bezeichnung von Chidr als „der Lebendige“ (al-ḥaiy) ist noch heute weit verbreitet. Im persischsprachigen Raum wird Chidr häufig mit dem Attribut zinda („lebendig“) versehen. Am Chidr-Heiligtum am Beshbarmaq-Berg in Aserbaidschan wird Chidr als Xıdır Zində piri („Chidr, der Lebendige Pir“) bezeichnet und erzählt, dass er bereits knapp 5500 Jahre alt sei.
Zur Erklärung für Chidrs Fortleben werden in der islamischen Traditionsliteratur verschiedene ätiologische Legenden angeführt, die sich in drei Gruppen (1. Lebensquellsage, 2. Melchisedek-Legende, 3. arabische Jeremia-Legende) einteilen lassen.

### Die Lebensquellsage
Die bekannteste Erzählung zur Erklärung für Chidrs Fortleben ist die sogenannte Lebensquellsage. Nach dieser Sage, die in verschiedenen Versionen vorliegt, begab sich der bereits im Koran erwähnte Zweigehörnte (Dhū l-Qarnain) einst auf die Suche nach der Unsterblichkeit spendenden Lebensquelle, wobei Chidr sein Begleiter war. Während der Zweigehörnte auf dieser Expedition sein Ziel verfehlte, erkannte Chidr die Lebensquelle daran, dass ein toter Fisch, den er in dieser Quelle wusch, lebendig wurde. Er nahm daraufhin selbst ein Bad in dieser Quelle, trank von ihrem Wasser und wurde unsterblich. Wie Israel Friedländer in seiner Studie zur Lebensquellsage gezeigt hat, handelt es sich hierbei um einen spätantiken Erzählstoff, der bereits in verschiedenen orientalischen Versionen des Alexanderromans begegnet. Während in den spätantiken Versionen der Lebensquellsage Alexanders Koch Andreas Unsterblichkeit erlangt, wird diese Rolle in den islamischen Versionen des Erzählstoffs auf Chidr übertragen.

### Die Melchisedek-Legende
Nach einer anderen Überlieferung, die sich schon bei dem arabischen Philologen Abū Hātim as-Sidschistānī (gest. 869) findet und bis heute von muslimischen Gelehrten weitertradiert wird, wurde Chidr deshalb das Leben verlängert, weil er nach der Sintflut den von Noah mitgeführten Leichnam Adams beerdigte. Bei dieser Überlieferung handelt es sich um eine islamische Adaptation der Melchisedech-Legende aus der syrisch-aramäischen Schatzhöhle.

### Die arabische Jeremia-Legende
Schließlich gibt es noch eine dritte ätiologische Legende für die Langlebigkeit Chidrs, die ihn zum israelitischen Propheten Jeremia in Beziehung setzt. Eine ausführliche Version dieser Erzählung findet sich bereits in der Weltchronik von at-Tabarī und wird dort auf die Autorität des Traditionariers Wahb ibn Munabbih (gest. 732) zurückgeführt. Nach dieser Legende wurde Chidr-Jeremia schon vor seiner Geburt von Gott zum Propheten berufen; nach der Zerstörung Jerusalems durch Nebukadnezar flüchtete er zu den wilden Tieren in die Wüste, wo ihm Gott das Leben über die gewöhnliche Lebenszeit hinaus verlängerte. Auch diese Legende, in der Chidr als Weltflüchtiger erscheint, liegt in verschiedenen voneinander abweichenden Versionen vor. In manchen erscheint Chidr als weltflüchtiger Königssohn.
Karl Vollers stellte die Geschichte von Chidrs Weltflucht in Beziehung zur Legende von Gautama Buddha. Tatsächlich sahen auch schon mittelalterliche muslimische Gelehrte eine Ähnlichkeit zwischen Buddha und Chidr. So schreibt asch-Schahrastānī (gest. 1153) in seinem Werk al-Milal wa-n-niḥal: „Der Buddha gleicht nach dem, wie sie ihn beschreiben, wenn sie die Wahrheit sprechen, nur dem Chidr, den die Anhänger des Islams als gesichert annehmen.“

## Die koranische Erzählung von Mose und dem Gottesknecht

Chidr erklärt Mose die Bedeutung seiner seltsamen Taten, Illustration zu einem persischen Qisas-al-anbiyāʾ-Werk, 1575/76.

Grundlegend für das Chidr-Bild in der islamischen gelehrten Tradition ist seine Identifikation mit dem Gottesknecht, der in Sure 18:65 erwähnt wird: „Da fanden sie einen von Unseren Knechten, dem Wir Gnade von Uns verliehen und von Uns Wissen gelehrt hatten“. Sie bringt Chidr mit der Erzählung von Mose, seinem Diener und dem Gottesknecht (18:60–82) in Verbindung, die einen der großen narrativen Abschnitte von Sure 18, der sogenannten Höhlensure, darstellt. In dieser Erzählung wird berichtet, wie sich Mose mit seinem Diener auf eine Reise begibt, um nach der „Verbindung der beiden Meere“ (maǧmaʿ al-baḥrain) zu suchen. Den gesuchten Ort erkennt er daran, dass sein Diener dort einen als Proviant mitgenommenen Fisch vergessen hat und dieser ins Meer entwischt ist. An der betreffenden Stelle, an der sich ein Felsen befindet, stoßen sie auf den genannten Gottesknecht, den Mose auf eigenen Wunsch hin begleitet. Unterwegs begeht der namenlose Gottesknecht nacheinander drei scheinbar absurde Handlungen (er durchlöchert ein Schiff, tötet einen Knaben und setzt in einer Stadt, in der die beiden abgewiesen werden, eine Mauer instand), die Mose jeweils hinterfragt. Er bekommt zum Schluss von dem Gottesknecht die Erklärungen zu den drei Handlungen, muss diesen danach aber verlassen.
Grundlage für die Identifikation Chidrs mit dem in dieser Erzählung genannten Gottesknecht sind allgemein anerkannte Hadithe, die diese kommentieren. Sie sind unter anderem in die beiden großen Traditionssammlungen von al-Buchārī (gest. 870) und Muslim ibn al-Haddschādsch (gest. 873) aufgenommen worden und werden dort über den kufischen Traditionarier Saʿīd ibn Dschubair (gest. 714) auf den Propheten zurückgeführt. Der Gottesknecht wird in diesen Hadithen mit Chidr identifiziert und Moses Diener mit Josua.
Aufgrund der Identifikation mit dem koranischen Gottesknecht gilt Chidr in der islamischen Tradition als Inhaber eines besonderen, göttlichen Wissens, das auch ladunisches Wissen (ʿilm ladunī) genannt wird. Dieser Begriff geht auf die Beschreibung des Gottesknechtes in Vers 65 zurück, wo es heißt: wa-ʿallamnā-hu min ladun-nā ʿilman (wörtl. „und den Wir von bei uns Wissen gelehrt haben“). In einigen Berichten von Begegnungen mit ihm wird erzählt, wie Chidr Menschen solches ladunisches Wissen vermittelt.

### Theorien über den Ursprung der Erzählung
Eine Anzahl von vor allem deutschsprachigen Wissenschaftlern ging seit Mitte des 19. Jahrhunderts der Frage nach dem Ursprung der Mose-Gottesknecht-Erzählung nach. Auf ihren Forschungen aufbauend, stellte Arent Jan Wensinck in den 1920er Jahren die Theorie auf, dass die koranische Mose-Gottesknecht-Erzählung durch das Zusammenfließen von drei Quellen entstanden sei: Während der erste Teil der Erzählung (18:60–64) auf die Gilgamesch-Utnapischtim-Episode im Gilgamesch-Epos und die Lebensquellsage des Alexanderromans zurückgehe, sei der zweite Teil (18:65–82) von der jüdischen Legende über Elija und Rabbi Joshua ben Levi abhängig.
Diese Drei-Quellen-Theorie, die durch unhinterfragtes Abschreiben heute weltweit verbreitet ist, lässt sich allerdings nicht aufrechterhalten. Zwar kann man, wenn man davon ausgeht, dass vorislamische Erzählstoffe Eingang in den Koran gefunden haben, aus den Ähnlichkeiten der genannten Passagen des Gilgamesch-Epos und des Alexanderromans ableiten, dass sie als Vorlagen des ersten Teils der Erzählung (18:60–64) gedient haben. Gegen eine Abhängigkeit des zweiten Teils der Erzählung (18:65–82) von der jüdischen Legende über Rabbi Joshua ben Levi spricht jedoch, dass der älteste Beleg für diese Legende, die Version von Rabbi Nissim ben Jakob (ca. 990–1062) aus Kairouan, erheblich jünger ist als die koranische Erzählung. Für den zweiten Teil der koranischen Erzählung (18:65–82) ist mithin kein vorislamischer Paralleltext bekannt.

### Lokalisierungen des Geschehens

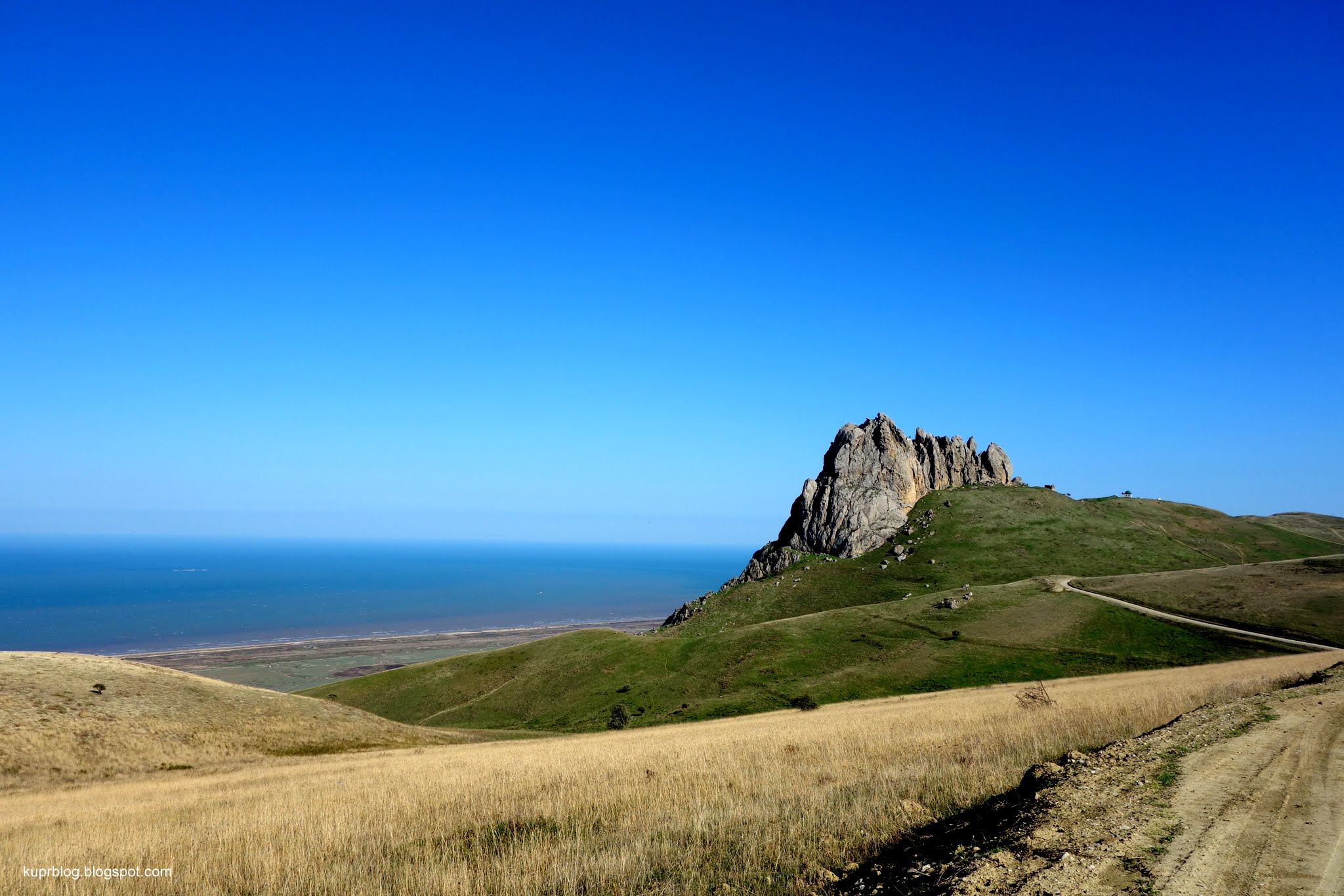
Der Beshbarmaq-Felsen in Aserbaidschan, an dem nach der lokalen Tradition Chidr und Mose zusammengetroffen sein sollen. Im Hintergrund das Kaspische Meer

Schon im islamischen Mittelalter wurden Versuche unternommen, das in der koranischen Erzählung beschriebene Geschehen in bestimmten Regionen zu lokalisieren. Der Geograph al-Qazwīnī (gest. 1283) berichtet, dass es Leute gab, die dieses Geschehen in Schirwan in der Nähe von Derbent verorteten. Sie meinten, dass sich der Felsen, an dem Josua den Fisch vergessen hatte, dort befand und das in der Erzählung genannte Meer das Kaspische Meer (baḥr al-Ḫazar) sei. Den Ort, an dem Chidr die Mauer aufgerichtet hatte, setzten sie mit der Stadt Bādschirwān in dem heutigen Bezirk von Cəlilabad gleich, und für den Ort, in dem Chidr den Knaben getötet hatte, gaben sie den Namen Dschairān an. Der aserbaidschanische Geschichtsschreiber Abbasgulu Bakıkhanov (gest. 1847) gibt an, dass der Felsen, an dem sich Mose und Chidr trafen, mit dem Felsen identisch sei, der unter den Leuten als der „Stein des lebendigen Chidr“ (sang-i Ḫiẓr-i zinda) bekannt ist. Damit meinte er wahrscheinlich den in der Nähe von Siyəzən gelegenen Beshbarmaq-Felsen, der bis heute unter dem Namen Xıdır Zində („lebendiger Chidr“) verehrt wird und an dem sich ein Chidr-Heiligtum befindet.

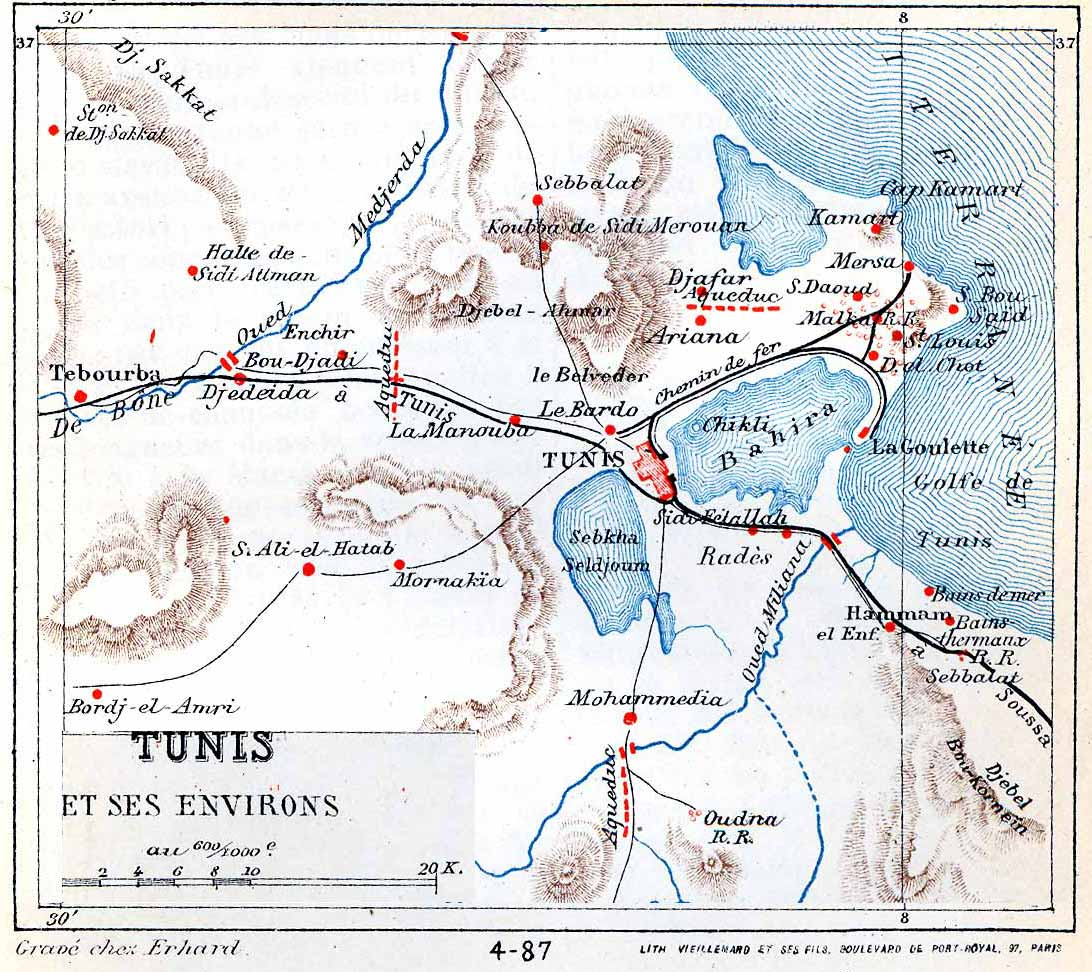
Der See von Tunis mit dem Golf von Tunis, die als „Verbindung der beiden Meere“ interpretiert wurden.

Andere Gelehrte lokalisierten das Geschehen dagegen in Ifrīqiya. So wird in Werken der tunesischen Lokalgeschichtsschreibung erklärt, dass Mose und Chidr am östlichen Abhang des Zallādsch-Berges bei Tunis zusammengetroffen seien. Das in der koranischen Erzählung genannte Schiff soll Chidr auf dem See von Tunis durchlöchert haben, der früher „Meer von Radès“ (baḥr Rādis) hieß, wobei die Stelle zwischen diesem „Meer“ und dem Golf von Tunis mit der „Verbindung der beiden Meere“ identisch sein soll. Die Tötung des Knaben schließlich erfolgte nach dieser Überlieferung in Tunbudha, dem heutigen al-Muhammadīya, 15 Kilometer südlich von Tunis. Dort sollen sich auch Chidr und Mose nach ihrer Begegnung getrennt haben. Chidr steht deswegen auch in besonders enger Beziehung zu dieser Region. In einer Schrift über die heiligen Stätten von Tunis, die wahrscheinlich im späten 13. oder frühen 14. Jahrhundert von ʿAlī ibn Muhammad al-Hauwārī verfasst wurde, wird berichtet, dass es in und um Tunis vier Orte geben soll, denen Chidr jeden Tag seinen Besuch abstatten soll, darunter die Ez-Zitouna-Moschee und der Zallādsch-Berg im Süden der Stadt, wo sich heute der Dschallāz-Friedhof befindet. Eine ganze Anzahl von Menschen sollen Chidr auch in Tunis getroffen haben, unter anderem Muhyī d-Dīn Ibn ʿArabī und Abū l-Hasan asch-Schādhilī (gest. 1258), der Begründer der Schādhilīya.
Eine weitere Region, in der man das Geschehen verortet hat, ist das Mündungsgebiet des Orontes zwischen Antakya und der kleinen Stadt Samandağ. Schon in der mittelalterlichen islamischen Traditionsliteratur wird die Stadt, deren Mauer Chidr wieder aufgebaut haben soll, häufig mit Antakya identifiziert. Bei der heutigen Bevölkerung in Hatay ist der Glaube verbreitet, dass der Ort, an dem sich Mose und Chidr getroffen haben, Samandağ ist, die Tötung des Knaben soll in Latakia stattgefunden haben und die Wiederaufrichtung der Mauer in Antakya. Die ganze Region um Samandağ steht in einer besonders engen Beziehung zu Chidr. Nach dem Volksmund besitzt er hier 366 Heiligtümer. Das größte Chidr-Heiligtum der Region befindet sich am Strand von Samandağ an der Stelle, an der Chidr und Mose zusammengetroffen sein sollen. In den letzten Jahrzehnten wurde dieses Heiligtum schrittweise vergrößert.

## Chidr in der traditionellen islamischen Kosmologie

### Chidr als Symbol für die zyklische Erneuerung der Vegetation
Für Chidrs Namen „der Grüne“ werden von den muslimischen Gelehrten unterschiedliche Erklärungen angeführt, so etwa dass Chidr bei seinen Begegnungen mit den Menschen üblicherweise grüne Kleidung trage. Am meisten Autorität besitzt jedoch diejenige Erklärung, die über Abū Huraira auf den Propheten Muḥammad zurückgeführt und in fast allen wichtigen Hadith-Werken überliefert wird. Sie besagt, dass Chidr nur deswegen so genannt worden sei, weil er sich auf eine weiße farwa gesetzt habe, woraufhin diese unter ihm in Bewegung geraten und ergrünt sei (fa-iḏā hiya tahtazzu min ḫalfi-hī ḫaḍrāʾ).
Das Wort farwa hat im Arabischen eigentlich die Bedeutung „Pelz“. Mit ihr gaben sich die muslimischen Gelehrten in diesem Zusammenhang jedoch nicht zufrieden. Der jemenitische Gelehrte ʿAbd ar-Razzāq as-Sanʿanī (gest. 827) interpretierte das Wort als „trockenes weißes Gras“, der kufische Philologe Ibn al-Aʿrābī (gest. 846) als „weiße Erde, auf der sich keine Pflanzen befinden“. Nach an-Nawawī handelte es sich um „vertrocknete Pflanzen“, nach einem anderen Gelehrten um „die Erdoberfläche, die, nachdem sie kahl war, von Pflanzen ergrünt“. Diese Deutungen für das Wort farwa, von denen sich in anderen Zusammenhängen keine Spur finden lässt, zeigen, dass Chidr schon früh als ein Symbol für die durch Gottes Einwirken wiederauflebende Vegetation aufgefasst wurde. Der Glaube an Chidrs vegetative Kraft zeigt sich auch darin, dass an verschiedenen Orten Bäume zu ihm in Bezug gesetzt wurden. So gibt es in dem jordanischen Ort Mahis zehn Kilometer westlich von Amman, der für seine Streuobstwiesen und Quellen bekannt ist, einen heiligen Hain mit einem Chidr-Heiligtum und zwei 490 bzw. 680 Jahre alten Eichen, die ihm geweiht sind.
Eine praktische-rituelle Umsetzung des traditionellen islamischen Glaubens an die wiederbelebende, frühlingseinleitende Wirkung Chidrs sind die verschiedenen in Anatolien und Iran im Frühjahr gefeierten Chidr-Feste. Im türkischen Volkskalender gilt der Chidr-Tag (Rūz-i Hızır) am 6. Mai, der dem 23. April des alten julianischen Kalenders entspricht, als Anfang der Sommerzeit, die sich von diesem Tag bis zum 6. November, dem sogenannten Qāsim-Tag, erstreckt. Die Unterteilung des Jahres mit Hilfe dieser beiden Daten, Chidr- und Qāsim-Tag, die sich anhand von osmanischen Archivquellen weit zurückverfolgen lässt, geht auf einen alten, in verschiedenen Kulturen nachweisbaren Volkskalender zurück, der sich nach dem heliakischen Auf- bzw. Untergang der Plejaden richtet. Der 6. Mai ist auch in einigen Gebieten Aserbaidschans mit Chidr verbunden: In den Rayons Siyəzən und Dəvəçi gilt er als sein Geburtstag.
In verschiedenen Gebieten des iranischen Kulturraums steht Chidr zum sogenannten Tschilla-Zyklus in Verbindung, der im Volkskalender die Zeit von der Wintersonnenwende bis zum Frühlingsbeginn strukturiert. Entsprechend diesem Zyklus ist der Winter in drei Abschnitte unterschiedlicher Länge eingeteilt: der erste Abschnitt mit 40 Tagen, „große Tschilla“ genannt, beginnt mit der Yalda-Nacht am 22. Dezember. Der zweite Abschnitt mit 20 Tagen wird „kleine Tschilla“ genannt, beginnt am 30. Januar und endet am 20. Februar. Es folgt eine dreißigtägige Periode (in Aserbaidschan Boz ay = „grauer Monat“ genannt), die mit dem Nouruz-Fest endet. Einzelne oder mehrere Tage innerhalb dieses Zyklus werden dem Chidr gewidmet und sind nach ihm benannt. Der Grund dafür ist die Vorstellung, dass er zu dieser Zeit die Häuser der Menschen besucht, was auch Anlass zu bestimmten Riten gibt. So wird ihm in vielen Gegenden in einem separaten Raum des Hauses eine besondere Mahlzeit bereitet, auf der Chidr seine Spuren hinterlassen soll (siehe unten Chidr-Mahlzeit). Der wichtigste Termin ist jedoch das Ende der kleinen Tschilla am 20. Februar. In verschiedenen Gebieten Irans Ostanatoliens und Afghanistans werden in dem Zeitraum um dieses Datum große Chidr-Feste gefeiert. In Aserbaidschan sind außerdem die vier Mittwoche der Boz-ay-Periode mit Chidr-Bräuchen verbunden.
In denjenigen Gebieten, in denen Chidr besonders als Vegetationsheiliger verehrt wird, erhält er auch eine wichtige Bedeutung für die Landwirtschaft. So wird er in Tadschikistan, Nordafghanistan und anderen Gebieten des islamischen Zentralasiens mit Bābā-yi Dihqān („Vater Bauer“), einer imaginären Figur, die als Gründer der bäuerlichen Berufszünfte gilt, identifiziert. Eine gewisse Parallele zu dieser Identifikation stellt Chidrs Gleichsetzung mit dem Heiligen Georg im levantinischen Raum dar. Der Name des christlichen Heiligen leitet sich von dem griechischen Wort γεωργός ab, das wie das persische Wort dihqān die Bedeutung von „Bauer, Landmann“ hat.

### Chidrs Wanderschaft und sein Fliegen durch die Lüfte
Zwar steht Chidr in besonders enger Beziehung zu Fruchtbarkeit und Vegetation, doch ist sein Aufenthalt nach allgemeiner Auffassung nicht auf Lebensräume mit üppiger Vegetation beschränkt, sondern schließt alle Gebiete der Welt ein. So soll er zum Beispiel besonders die Wüsten durchstreifen und dort gesehen werden können. Nach verbreiteter Vorstellung befindet sich Chidr auf ständiger Wanderschaft. Aufgrund dieser Tätigkeit wurde die Vermutung geäußert, dass er auch das Vorbild für die mittelalterlich-europäische Vorstellung vom Tervagant war.
Um überall dort, wo er erwähnt wird, gegenwärtig sein zu können, muss er blitzschnell große Entfernungen zurücklegen können. Eine solche Fähigkeit wird in sufischen Kreisen meist als „Zusammenziehung der Erde“ (ṭaiy al-arḍ) interpretiert. Wie es aussieht, wenn Chidr über die unter ihm zusammengezogene Erde eilt, wird in einigen Berichten über Begegnungen mit ihm beschrieben: Er läuft trockenen Fußes in Riesenschritten über das Meer oder fliegt durch die Lüfte „zwischen Himmel und Erde“. In verschiedenen persischen und türkischen Erzählungen reitet Chidr bei seinen Blitzreisen auf einem Wunderpferd von grauer Färbung. In türkischen Erzählungen wird dieses Pferd meist Boz At genannt. Auf persischen Miniaturen wird es üblicherweise als Schimmel dargestellt.
In einigen orientalischen Geschichten wird erzählt, wie al-Chidr in derselben Geschwindigkeit auch andere Menschen befördert. Sie brauchen nur die Augen zu schließen und wieder zu öffnen, um sich an einem ganz anderen Ort wiederzufinden. In märchenhaften Erzählungen bilden solche Blitzreisen an der Seite al-Chidrs oft den Abschluss einer Kette von Abenteuern und bringen den Helden wohlbehalten zum eigenen Haus oder in die Heimat zurück, wie in der Geschichte über den israelitischen Jüngling Bulūqiyā in ath-Thaʿlabīs Qisas-al-Anbiyā'-Werk, die auch in die Erzählsammlung Tausendundeine Nacht aufgenommen wurde.

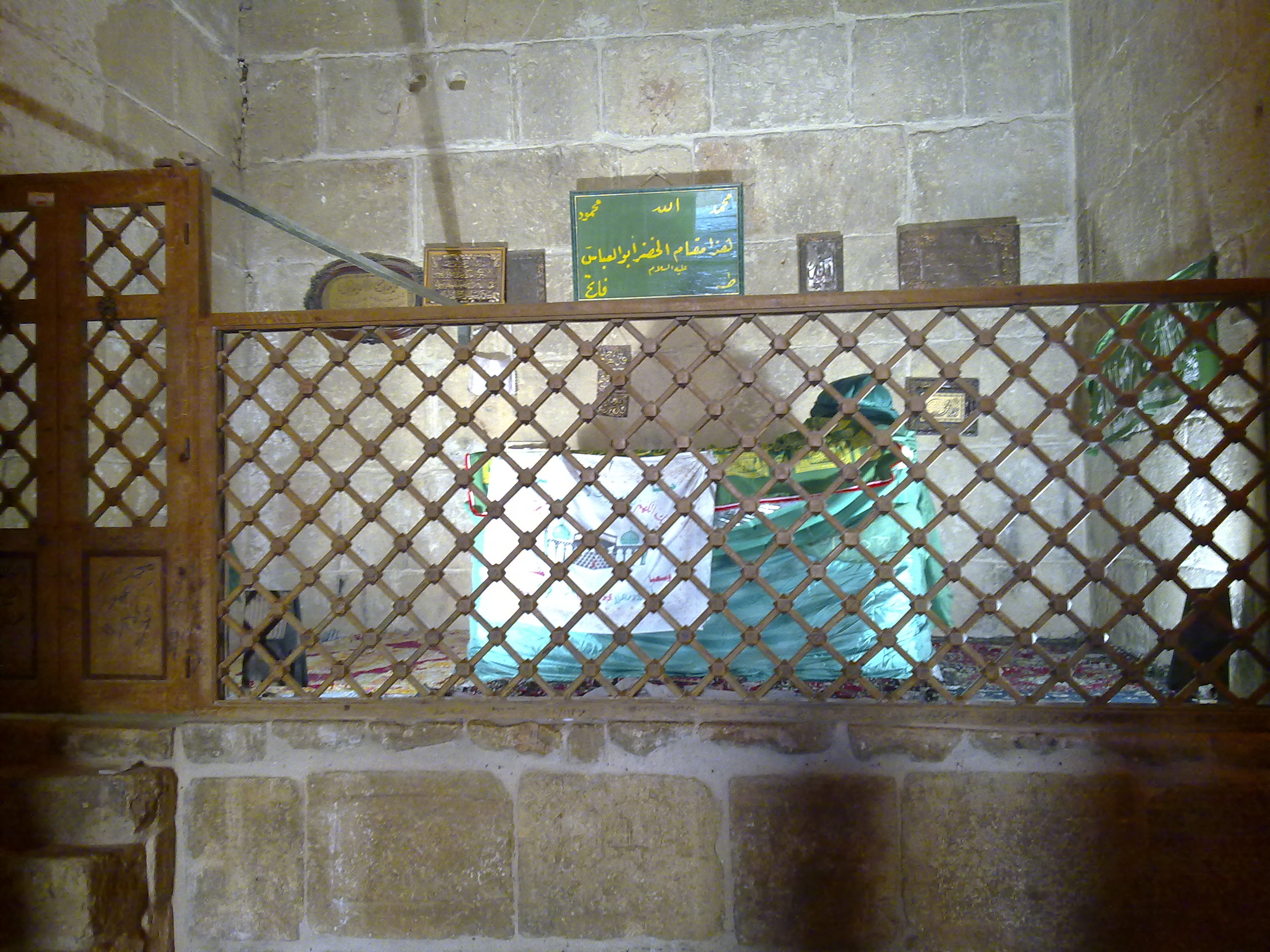
Der Chidr-Maqām auf der Zitadelle von Aleppo

Chidrs ständiges Umherreisen ist Ausgangspunkt für die Vorstellung, dass es Stellen gibt, die ihm als Aufenthaltsorte und Ruheplätze dienen und dadurch besonders heilig sind. Im arabischen Raum werden diese Orte zumeist als maqām al-Ḫiḍr („Standplatz des Chidr“) bezeichnet, im persischsprachigen Raum ist der Ausdruck qadamgāh-i Ḫizr („Fußaufsetzungsort des Chidr“) üblich, im türkischen Bereich nannte man sie Hızırlık bzw. Hıdırlık. Der syrische Gelehrte ʿIzz ad-Dīn Ibn Schaddād (gest. 1285) erwähnt in seiner historischen Topographie Syriens eine Chidr-Moschee auf der Zitadelle von Aleppo und merkt dazu an: „Eine Gruppe von Bewohnern der Zitadelle hat berichtet, dass sie Chidr – über ihm sei Heil – in ihr beten sahen.“ Noch heute befindet sich im Aufgang der Zitadelle in einer Nische gegenüber der dritten Toranlage ein Chidr-Maqām in Form eines Kenotaphs. Es gehört zu den bekanntesten Heiligtümern der Stadt.

### Chidr als Herr über Meere und Flüsse
In einer besonders engen Beziehung steht Chidr zu Meeren und Flüssen. Dies hängt damit zusammen, dass im Koran die „Verbindung der beiden Meere“ (maǧmaʿ al-baḥrain) als der Ort genannt wird, an dem Mose den mit Chidr identifizierten Gottesknecht getroffen haben soll. Eine auf den südarabischen Legendenerzähler Kaʿb al-Ahbār (gest. etwa 652/3) zurückgeführte Tradition deutet diese Verbindung der beiden Meere als den Ort zwischen dem oberen und unteren Meer und beschreibt Chidr als einen Herrn der Meerestiere. Sie lautet: „Chidr steht auf einer Kanzel aus Licht zwischen dem oberen und dem unteren Meer. Die Tiere sind angewiesen, ihm zuzuhören und zu gehorchen und ihm morgens und abends die Geister (arwāḥ) vorzuführen.“
Verbreitet ist auch die Ansicht, dass sich Chidr auf einer der Inseln des Meeres aufhält. Der maghrebinische Geograph Ibn Abd al-Munʿim al-Himyarī (15. Jh.) beschreibt die sagenhafte Insel Sandarūsa als Chidrs Aufenthalt:

„Es ist eine große Insel im Ozean. Es wird erzählt, dass Leute an einer Insel in diesem Meer vorüberkamen, während die See hochging und stürmte. Da sahen sie plötzlich einen alten Mann mit weißem Haupt- und Barthaar, der grüne Kleider trug und über dem Wasser schwebte. Er sagte: ‚Gepriesen sei, Der die Dinge ins Werk gesetzt hat, weiß, was in den Herzen ist, und mit Seiner Macht die Meere zügelt. Fahrt zwischen Ost und West, bis ihr zu Bergen gelangt. Haltet auf die Mitte zu, so werdet ihr durch die Macht Gottes gerettet werden und unversehrt bleiben‘. Sie richteten sich nach dem Azimut aus, den er ihnen genannt hatte, […] und wurden gerettet. Derjenige, der ihnen den Weg zeigte, war Chidr, dessen Aufenthaltsort jene Insel ist. Sie befindet sich in der Mitte des großen Meeres.“

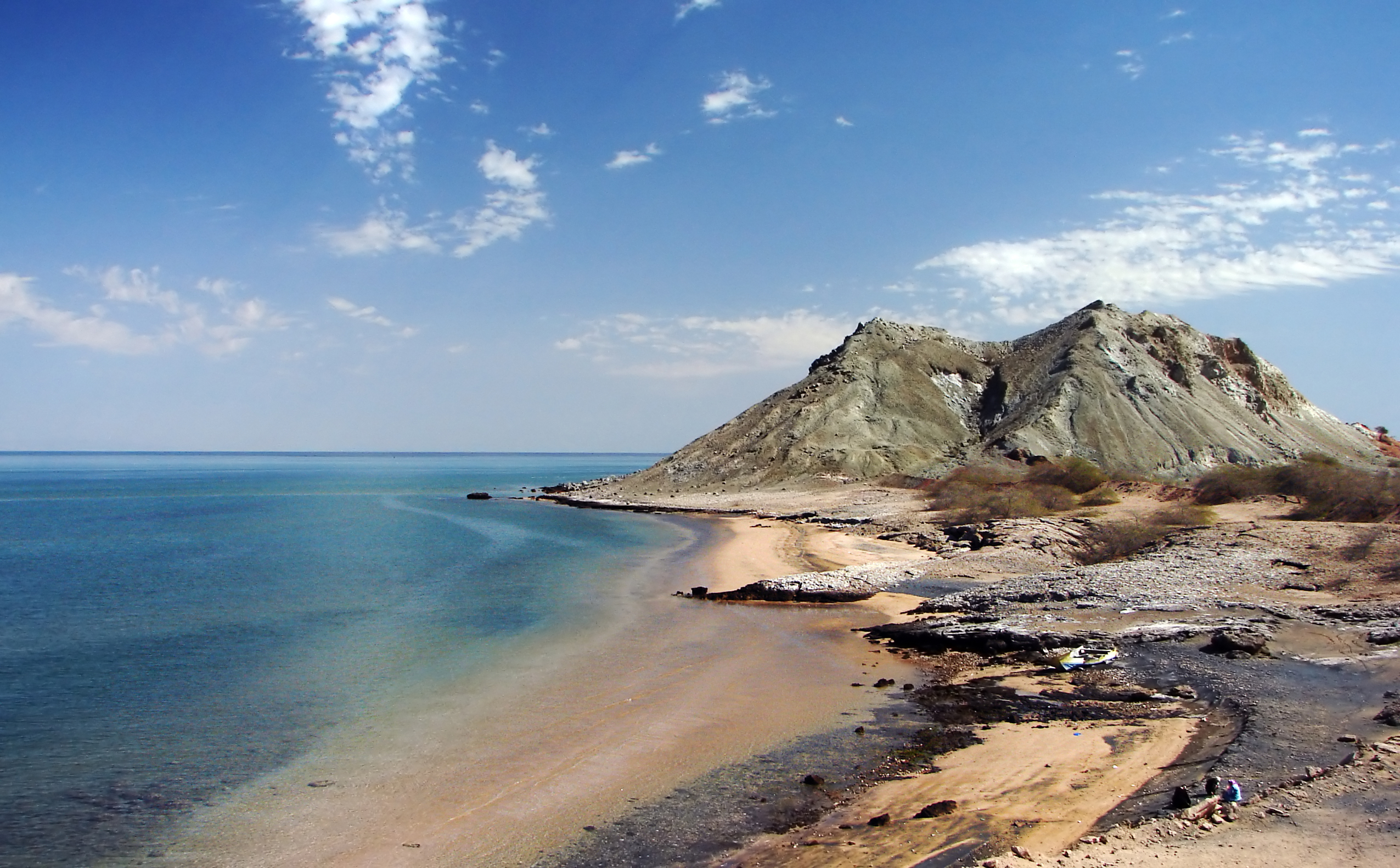
Die Chidr-Bucht auf der Insel Hormus, an der sich ein Chidr-Heiligtum befindet.

Denkbar ist, dass Sandarūsa eine Verballhornung von Sarandīb, dem alten arabischen Namen von Sri Lanka, darstellt, denn auch zu dieser Insel steht Chidr in enger Beziehung. Schon der arabische Reisende Ibn Battūta (gest. 1377) fand bei seinem Besuch der Insel am Abhang des Adam’s Peak eine Chidr-Höhle vor, und noch heute bestehen auf Sri Lanka in Kataragama und südlich der Stadt Balangoda zwei bedeutende Chidr-Heiligtümer. Kataragama ist das Herz einer ganzen Region von Dörfern, die unter Chidrs Schutz stehen soll. Auch die in dem malaiischen Epos Hikayat Hang Tuah erwähnte Insel vor der Küste Südindiens, auf der der Titelheld Hang Tuah eine Begegnung mit Chidr erlebt, ist eventuell eine Reminiszenz an Sri Lanka mit dem Heiligtum Kataragama. Weitere Meeresinseln, auf denen Chidr-Heiligtümer bestehen, sind Failaka vor der Küste Kuwaits und die zu Iran gehörende Felseninsel Hormus an der Verbindung zwischen dem Persischen Golf und dem Golf von Oman.
Die Erzählung über die Insel Sandarūsa spiegelt die weit verbreitete Vorstellung von Chidr als Nothelfer der Seeleute. Verschiedene Orientalisten wie zum Beispiel Karl Dyroff vertraten aufgrund dieser Vorstellung die Auffassung, dass in Chidr der griechische Meerdämon Glaukos weiterlebe. Der Name Ḫiḍr war für sie nur eine Kopie des Wortes Γλαῦκος (glaukós, ‚blauglänzend‘, ‚blaugrün‘). Zwar lässt sich die Chidr-Gestalt mit der Vielfalt der an sie geknüpften Vorstellungen keinesfalls vollständig aus der Glaukossage ableiten, doch sind der Name und die Beziehung zum Meer tatsächlich Züge, die Chidr mit Glaukos verbinden. Wie Chidr war Glaukos auch für seine Erscheinungen und Weissagungen bekannt.

Chidr zwischen Wolga und Kaspischem Meer auf einem Schimmel reitend in einer persischen Istachrī-Handschrift (ca. 1500–1550) der Österreichischen Nationalbibliothek. (Gesüdete Karte)

Die traditionelle muslimische Exegese sieht unter Anlehnung an bestimmte Koranverse (z. B. Sure 25:53) in den beiden Meeren des maǧmaʿ al-baḥrain nicht zwei konkrete Meere, sondern insgesamt die Massen des Salzwassers und des unter dem Festland gelagerten Süßwassers, das die Quellen, Flüsse und Seen hervorbringt. Dies ist wahrscheinlich der Grund dafür, dass auch viele Festlandgewässer zu Chidr in Beziehung stehen. So wurde Chidr in Transoxanien mit dem Oxus und in Sindh mit dem Indus identifiziert. Richard Francis Burton, der sich Anfang des 19. Jahrhunderts lange in Sindh aufhielt, führt in seinem landeskundlichen Werk über diese Region eine Gebetshymne an den Indus auf, die diese Gleichsetzung von Chidr mit dem Fluss deutlich zeigt. Die erste Strophe dieser Hymne, die zu seiner Zeit häufig gesungen wurde, lautet in seiner Übersetzung:

“O thou beneficent stream!
O Khizr, thou king of kings!
O thou that flowest in thy power and might!
Send thou joy to my heart!”

„O du segensreicher Strom! O Khizr, du König der Könige! O du, der du deine Kraft und Macht [in uns] ergießt! Sende du Freude meinem Herzen!“

Darstellung von Chidr aus Mogulindien, ca. 1760

Auf einer kleinen Insel im Indus zwischen Rohri und Sukkur befindet sich auch bis heute ein Chidr-Heiligtum. Britische Verwaltungsakten belegen, dass es im 19. Jahrhundert hohes Ansehen unter der Bevölkerung genoss und zu seinem jährlichen Fest (melā) mehrere tausend Menschen aus Sindh und den angrenzenden Regionen anreisten. Wie Alexander Burnes berichtet, war bei der lokalen Bevölkerung der Glaube verbreitet, dass der in der einheimischen Küche beliebte Palla-Fisch, der im Frühjahr den Indus bis zum Gebiet von Sukkur hochwandert, dies nur tut, um Khwaja Khizr seine Reverenz zu erweisen. Die Fische, so erzählte man ihm, sollen, wenn sie das Heiligtum umrunden, ihm niemals ihr Hinterteil zuwenden. Chidr galt im Punjab als Schutzpatron der Fischer und all derjenigen, die beruflich mit Wasser zu tun hatten. Auf Miniaturen aus Mogulindien und populären Lithographien aus dem Punjab wird Khwaja Khizr als alter Mann dargestellt, der auf einem Fisch steht. Bis heute ist unter der lokalen Bevölkerung der Glaube an Chidrs Wunderkraft verbreitet. So wird erzählt, dass Chidr während des Indisch-Pakistanischen Krieges von 1965 Rohri, Sukkur und die Lansdowne Bridge vor der Zerstörung bewahrt habe, als diese von indischen Kriegsflugzeugen bombardiert wurden.
Aufgrund der traditionellen Interpretation der beiden Meere als Salz- und Süßwasser wurden besonders auch solche Orte, an denen Flüsse ins Meer münden, zur Chidr-Gestalt in Bezug gesetzt. Das Mündungsgebiet des Orontes, in dem die Chidr-Verehrung besonders stark ist, wurde bereits genannt. Ein weiteres Beispiel ist die im Mündungsgebiet des Karun liegende, vom Schatt al-Arab im Westen und dem Bahmanschir-Kanal im Osten eingerahmte Insel von Abadan. Auf dieser Insel, die bis heute auch als Ǧazīrat al-Ḫiḍr („Chidr-Insel“) bekannt ist, besteht schon seit dem Mittelalter ein Chidr-Heiligtum. In ähnlicher Weise wurde im Mittelalter auch das Mündungsgebiet des Nils zu Chidr in Beziehung gesetzt. In einer persischen Istachrī-Handschrift des frühen 16. Jahrhunderts, die in der Österreichischen Nationalbibliothek aufbewahrt wird, wird Chidr an der Mündung der Wolga (rūd-i Atil) in das Kaspische Meer lokalisiert (siehe Abbildung). Schließlich befindet sich bis heute noch ein Chidr gewidmetes Mündungsheiligtum im Osten Beiruts, an der Stelle, wo der Nahr Beirut, der antike Magoras-Fluss, ins Meer mündet.

### Chidr und die Heiligen Stätten des Islams
Moscheen gelten als bevorzugte Aufenthaltsorte Chidrs auf seinen Reisen. An einigen Orten wie Bosra und Mardin bestehen bis heute kleine Moscheen, die nach ihm benannt sind. Chidrs Auftreten gehört aber vor allem zur heiligen Aura der großen Freitagsmoscheen. Verschiedene Überlieferungen berichten von seinem regelmäßigen Aufenthalt in der Umayyaden-Moschee von Damaskus, der Ez-Zitouna-Moschee von Tunis und der Hagia Sophia, der früheren Hauptmoschee von Istanbul.

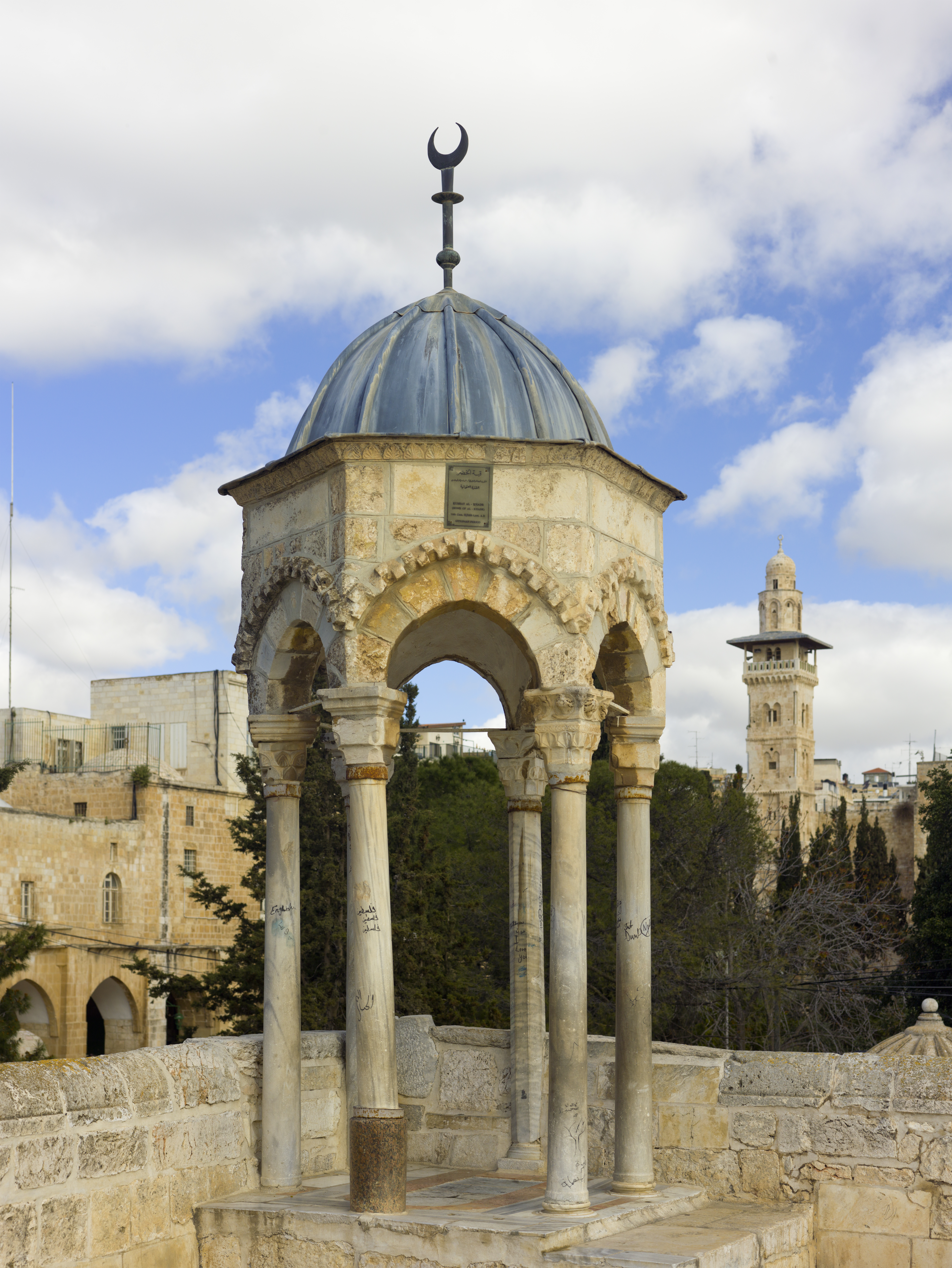
Die Chidr-Kuppel auf dem Tempelberg in Jerusalem, die einen der Orte markiert, die Chidr angeblich besucht hat.

In besonders enger Beziehung steht Chidr zu den heiligen Stätten in Jerusalem. In einer Legende, die der Prophetenbiograph Ibn Hischām (gest. 834) in seiner südarabischen Legendensammlung Kitāb at-Tīǧān anführt, erscheint Chidr als ein Prophet, der in Jerusalem seinen Wohnsitz hat. Eine Überlieferung, die auf den syrischen Traditionarier Schahr ibn Hauschab (gest. 718) zurückgeführt wird, präzisiert den Ort, an dem Chidr in Jerusalem „wohnen“ soll, als den Platz zwischen dem „Tor der Barmherzigkeit“ (Bāb ar-Raḥma), das heute als Goldenes Tor bekannt ist, und dem nördlich davon befindlichen „Tor der Stämme“ (Bāb al-Asbāṭ). Daneben gibt es noch verschiedene andere Stellen im Heiligen Bezirk von Jerusalem, die Chidr besucht haben soll und die in der volksreligiösen Praxis eine wichtige Rolle spielen, so zum Beispiel die Chidr-Kuppel (qubbat al-Ḫiḍr) an der Nordwestecke der Haram-Plattform, und die sogenannte „schwarze Steinplatte“ hinter dem nördlichen Tor des Felsendoms.
Chidrs Präsenz ist allerdings nicht auf Jerusalem beschränkt, vielmehr soll er auch die anderen Heiligen Stätten des Islams regelmäßig aufsuchen. In der bereits erwähnten Überlieferung von Schahr ibn Hauschab heißt es:

„(Chidr) betet jeden Tag in fünf Moscheen: in der Heiligen Moschee (sc. von Mekka), in der Moschee von Medina, in der Moschee von Jerusalem, in der Moschee von Qubā' und in der Moschee des Sinai-Berges. Er isst jeden Freitag zwei Mahlzeiten aus Sellerie, einmal trinkt er von dem Zamzam-Wasser und wäscht sich damit, ein andermal vom Salomo-Brunnen, der sich in Jerusalem befindet, und manchmal wäscht er sich in der Siloah-Quelle und trinkt davon.“

Da sich Chidr regelmäßig an den Heiligen Stätten in Mekka, Medina und Jerusalem aufhalten soll, sind sie auch häufig Schauplatz von Berichten über Begegnungen mit ihm. Die Erwartung, Chidr in der Heiligen Moschee von Mekka treffen zu können, war so verbreitet, dass sich diesbezüglich später sogar kollektive Riten herausbildeten. Der mekkanische Gelehrte ʿAlī al-Qārī (gest. 1606) berichtet, dass sich zu seiner Zeit am ersten Samstag des Monats Dhu l-qaʿda Frauen und Männer zur Zeit des Abendgebetes an einem Tor der Heiligen Moschee zu versammeln pflegten, in der Annahme, dass der Erste, der zu jenem Zeitpunkt aus der Moschee herauskomme, der Chidr sei.

### Chidrs Rolle in der Endzeit
Schon sehr früh wurde Chidr auch eine eschatologische Rolle zugeschrieben. Grundlage dafür ist der Hadith, dem zufolge am Ende der Zeiten, wenn der Daddschāl durch die Lande zieht und die Menschen zum Bösen verführt, diesem in der Nähe von Medina ein Mann entgegentritt, „der der beste der Menschen ist“, und ihn als „Daddschāl, von dem uns der Gottesgesandte erzählt hat“, identifiziert. Der Daddschal tötet ihn und erweckt ihn kurz darauf wieder zum Leben, ist aber nicht imstande, dies zu wiederholen. Seinen Platz in der Eschatologie erhält Chidr dadurch, dass er mit dem in diesem Hadith erwähnten Glaubenszeugen, der vom Daddschāl getötet und wiederbelebt wird, gleichgesetzt wird. Als eine der ersten Lehrautoritäten für diese Gleichsetzung wird der basrische Rechtsgelehrte Maʿmar ibn Rāschid (gest. 770) genannt. Er soll diese Meinung in seiner Hadith-Sammlung al-Ǧāmiʿ angeführt haben.
In den späteren islamischen Berichten über das Endzeitgeschehen ist es nicht der Daddschāl, der Chidr wiederbelebt, sondern Gott. In dem Qisas-al-anbiyāʾ-Werk von al-Kisāʾī ist dieses Geschehen besonders eindrucksvoll als ein Kräftemessen zwischen Gott und dem Daddschāl beschrieben:

„Der Daddschal ist eine hochgewachsener Mann mit weiter Brust. Sein rechtes Auge ist blind … Er wird die ganze Erde im Osten und Westen umkreisen, bis er in das Land Babel kommt. Dort trifft ihn Chidr. Der Daddschal wird zu ihm sagen: ‚Ich bin der Herr der Welten!‘ Chidr aber wird ihm entgegnen: ‚Du lügst, Daddschal! Der Herr der Himmel und der Erde ist kein Einäugiger.‘ Dann tötet ihn der Daddschal und sagt: ‚Wenn dieser einen Gott hätte, wie er behauptet, dann würde er ihn jetzt wiederbeleben.‘ Sogleich erweckt Gott Chidr wieder zum Leben. Er steht auf und sagt: ‚Da bin ich, Daddschal! Gott hat mich wiederbelebt.‘ Man sagt, dass er Chidr dreimal töten, Gott ihn aber jedesmal wieder lebendig machen wird.“

Die Vorstellung, dass Chidr am Ende der Zeiten dem Daddschāl entgegentritt und sich ihm widersetzt, ist ab dem 13. Jahrhundert in der islamischen Welt sehr verbreitet. In einem javanischen eschatologischen Gedicht aus dem Jahre 1855 wird die Auseinandersetzung zwischen Chidr und dem Daddschāl sogar als „Krieg“ beschrieben.

## Das Verhältnis zwischen Chidr und Elias

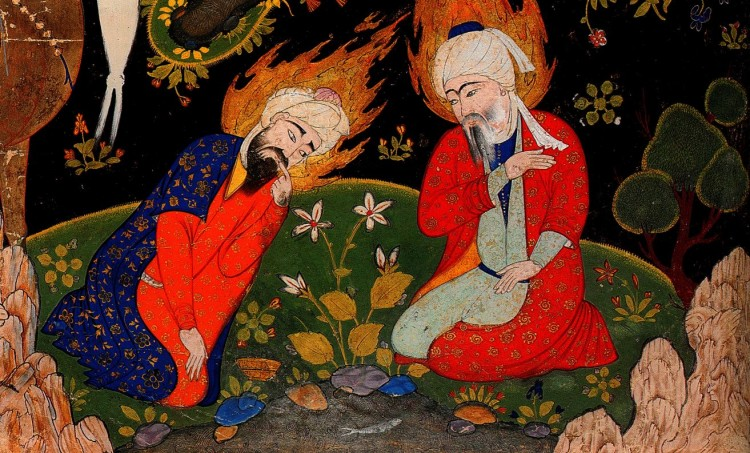
Elias und Chidr an der Lebensquelle. Darstellung aus einem für Sultan Ahmed I. zusammengestellten Fālnāma

Chidr steht in einer besonders engen Beziehung zu dem biblischen Propheten Elija, der in den islamischen Quellen zumeist als Ilyās bezeichnet wird. Da von den zahlreichen Namensformen, die im Deutschen für diesen Propheten benutzt werden, Elias dem in den islamischen Quellen verwendeten Namen Ilyās am nächsten steht, wird im Folgenden durchgehend diese Namensform verwendet.
Die Angaben zu dem Verhältnis zwischen Chidr und Elias sind in den islamischen Quellen sehr unterschiedlich und widersprechen sich auch teilweise. Grundlegend für das islamische Elias-Verständnis ist aber die Vorstellung, dass Elias wie Chidr weiter am Leben ist und erst am Ende der Zeiten sterben soll.

### Die Aufteilung der Erde zwischen Chidr und Elias

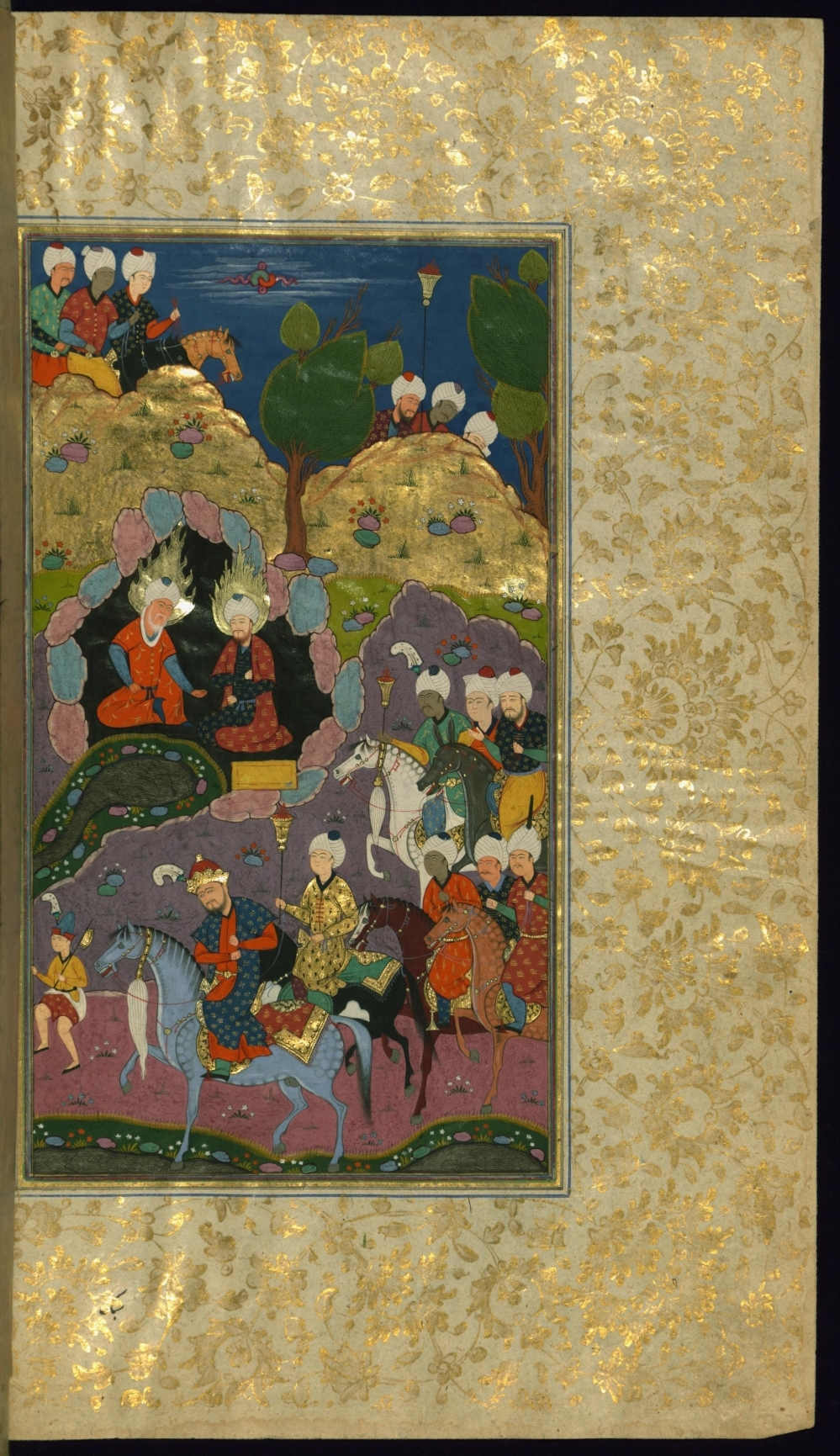
Alexander auf der vergeblichen Suche nach der Lebensquelle, die Chidr und Elias bereits gefunden haben. Miniatur, Walters Art Museum (um 1800)

Nach einer verbreiteten Vorstellung gibt es sogar insgesamt vier Propheten, die nicht gestorben sind: neben Elias und Chidr, die auf der Erde leben, Idrīs und Jesus im Himmel. In den meisten Überlieferungen über diese vier Propheten werden den zwei irdischen Propheten auch feste Aufenthaltsgebiete zugeordnet: Während sich Chidr auf dem Meer aufhält, reist Elias auf dem Festland und in den Steppen umher. Meer und Festland gelten als ihre festen Zuständigkeitsbereiche, mit denen sie jeweils betraut sind.
Die stereotype Formel von Chidr auf dem Meer und Elias auf dem Festland findet sich in vielen Quellen, aber auch umgedreht. Daran lässt sich erkennen, dass Chidr hier nicht eine Gestalt mit eigener Individualität, sondern eine Art Doppelgänger zur Seite gestellt wurde. Chidr und Elias wurden in der islamischen Tradition in vielen Punkten einander angeglichen. So wurde zum Beispiel das Fortleben von Elias bald ebenfalls darauf zurückgeführt, dass er von der Lebensquelle getrunken hatte. In der persischen und türkischen Malerei ist die Szene von Elias und Chidr an der Lebensquelle häufig dargestellt worden (vgl. Abbildungen).

### Die zyklische Aufhebung der Trennung
Sehr verbreitet und alt ist auch die Vorstellung, dass die Trennung zwischen Chidr und Elias in zyklischen Abständen aufgehoben wird. Die beiden sollen sich jedes Jahr zur Wallfahrt in Mekka bzw. in der Ebene Arafat treffen sowie im Monat Ramadan zum gemeinsamen Fasten in Jerusalem. In Anatolien und auf dem Balkan gibt das Zusammenkommen von Chidr und Elias sogar Anlass zu einem eigenständigen Fest. In diesen Gegenden feiert man diese Zusammenkunft bis heute mit dem Hıdrellez-Fest, das ebenfalls am 6. Mai stattfindet. Nach einem verbreiteten Glauben kommen die beiden Gestalten in der Nacht vor diesem Fest irgendwo an der Küste zusammen, dort also, wo Meer und Festland aufeinandertreffen. Neben Hıdrellez gibt es noch ein weiteres mit beiden Heiligen verbundenes Fest, nämlich das Chidr-Elias-Fest der Turkmenen und Jesiden im Nordirak. Dieses wird allerdings im Februar gefeiert und steht in der Tradition der iranischen Chidr-Tage des Tschilla-Zyklus. Bei diesem Fest werden Dabke-Tänze getanzt und es finden Pferderennen statt. Außerdem werden spezielle Süßigkeiten zubereitet.
Die Überlieferungen, nach denen sich Chidr und Elias in zyklischen Abständen treffen, lassen sich als Mythen der „ewigen Wiederkehr“ im Sinne von Mircea Eliade beschreiben. Solche Mythen, die sich in fast allen Religionen der Welt finden lassen, symbolisieren die periodische Erneuerung der Zeit. Beim türkischen Hıdrellez-Fest fällt das Zusammentreffen von Chidr und Elias sogar mit der Rückkehr des Frühlings und der Erneuerung der Natur zusammen. Yaşar Kemal, der diesem Fest in seinem 1971 veröffentlichten Roman Bin Boğalar Efsanesi ein literarisches Denkmal gesetzt hat, gibt ein Bild von den Vorstellungen, die sich um die Hidrellez-Nacht ranken:

„In dieser Nacht werden sich Elias, der Schutzheilige des Meeres, und Hizir, der Schutzheilige des Festlandes, treffen. Seit Anbeginn aller Zeiten ist es immer so gewesen in dieser Nacht, einmal im Jahr. Sollte es ihnen in einem Jahr einmal misslingen, wären die Meere nicht mehr Meere und das Land nicht mehr Land. Die Meere wären ohne Wellen, ohne Licht, ohne Fische, ohne Farben und würden austrocknen. Auf dem Land würden keine Blumen blühen, keine Vögel und Bienen würden mehr fliegen, der Weizen würde nicht mehr sprießen, die Bäche nicht mehr fließen, Regen nicht fallen, und Frauen, Stuten, Wölfinnen, Insekten, alles, was da fleucht und kreucht, Vögel, alle Geschöpfe würden unfruchtbar. Wenn sie sich nicht treffen, die beiden … dann werden Hizir und Elias zu Vorboten des Jüngsten Gerichts.“

Erneuerung der Zeit bedeutet also auch Abwehr der Endzeit. In diesen Zusammenhang gehören die verschiedenen Überlieferungen, nach denen sich Chidr und Elias jede Nacht am Wall des Zweigehörnten treffen sollen, um diesen gegen die Angriffe der eschatologischen Völker Gog und Magog zu verteidigen.

### Chidr in der Rolle des Elischa

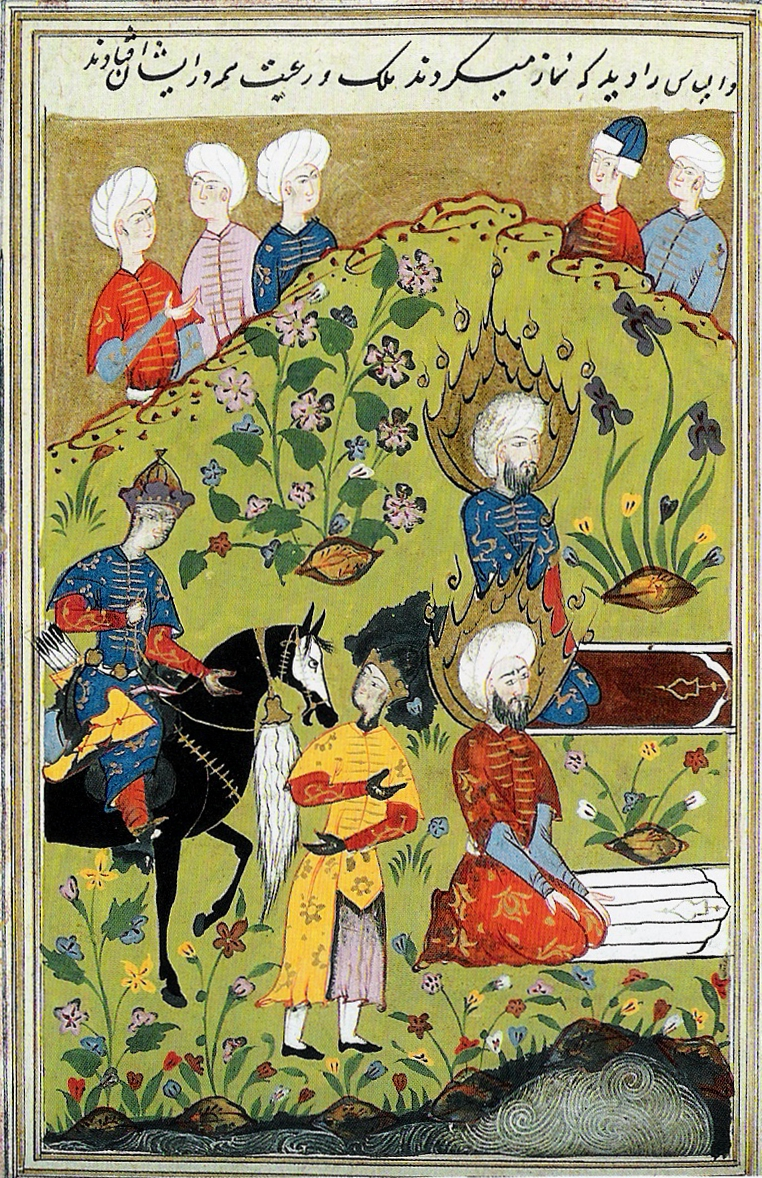
Der König der Baalsverehrer bittet Chidr und Elias um Hilfe. Illustriertes Manuskript von Neysāburis Qisas al-anbiyāʾ

So wie Elias im persischen und türkischen Sprachbereich häufig als Chidrs Gefährte in die Lebensquellsage integriert wurde, wurde dort umgekehrt Chidr an die bekannten islamischen Elias-Legenden angekoppelt. Neysāburi (11. Jahrhundert) und der von ihm abhängige Rabghūzī (14. Jahrhundert) identifizierten ihn in ihren Qisas-al-anbiyāʾ-Werken mit Elias’ Gefährten Elischa und erzählen in Anlehnung an die biblischen Elias-Geschichten (1 Kön 17 –18 ), wie die beiden zusammen ein Volk von Baalsverehrern zum Islam bekehren. Die Erzählung in den beiden Qisas-al-Anbiyāʾ-Werken weist gegenüber der biblischen Erzählung allerdings einige Abweichungen auf. So wird erzählt, dass Chidr und Elias durch ein Bittgebet die Macht über die Regenwolken an sich bringen und sich dann auf einen Berg zurückziehen, wo sie die Zeit mit ständigem Gebet verbringen. Das Volk der Baalsverehrer erleidet wegen des Ausbleibens des Regens eine große Trockenheit und Hungersnot. Nach einer Zeit schickt der König eine Anzahl von Leuten zu Chidr und Elias, um sie zur Rückkehr in die Stadt zu bewegen. Da die Leute nicht bereit sind, sich zu Gott zu bekehren, werden sie von Chidr und Elias vernichtet. Erst nachdem der König und alle Bewohner der Stadt zu Chidr und Elias ausgezogen sind und sich bei ihnen zu Gott bekehrt haben, schickt Gott Regen und erlöst die Menschen von der Hungersnot.
Die Gleichsetzung Chidrs mit Elischa, die sich noch in vielen anderen Werken findet, wird auf den Balcher Traditionarier Muqātil ibn Sulaimān (gest. 767) zurückgeführt.

### Die Gleichsetzung von Chidr mit Elias

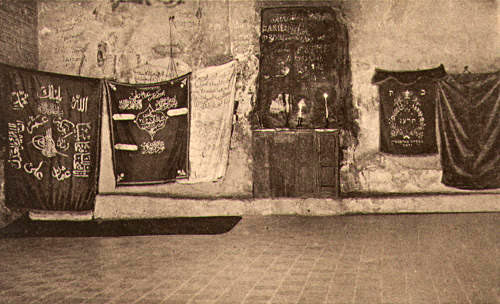
Die Elijah-Höhle am Berg Karmel im Jahre 1910. Zu dieser Zeit diente sie noch als Chidr-Moschee.

Neben der Gleichsetzung Chidrs mit Elischa gab es auch die Auffassung, dass Chidr mit Elias selbst identisch sei. Von dieser Auffassung berichtet bereits der melkitische Patriarch Eutychios von Alexandria (gest. 940). In seiner Weltchronik Naẓm al-ǧauhar schreibt er im Zusammenhang mit der biblischen Erzählung über Elias, dass dieser von den Arabern Chidr genannt werde. Tatsache ist allerdings, dass die Gleichsetzung von Chidr mit Elias bei muslimischen Gelehrten immer nur eine Mindermeinung war. Ein bedeutender Vertreter dieser Mindermeinung war der persische Wesir und Historiograph Raschīd ad-Dīn (gest. 1318). In späterer Zeit hat sich diese Gleichsetzung von Chidr mit Elias vor allem bei den Schiiten im Libanon und in Iran verbreitet.
Auch zwei der in der Bibel genannten Wirkungsstätten von Elias stehen heute zu Chidr in Beziehung. Der eine Ort ist das libanesische Städtchen Sarafand 15 Kilometer südlich von Sidon, das mit dem biblischen Sarepta, dem Ort, wo Elias die Witwe speiste (vgl. 1 Kön 17,9 ), identifiziert wird. Hier befindet sich ein Chidr-Schrein, der als maqām al-Ḫiḍr al-ḥaiy („Standplatz des lebendigen Chidr“) bezeichnet wird. Der andere Ort ist die Elijah-Höhle am Hang des Berges Karmel oberhalb von Haifa (vgl. 1 Kön 18,19–40 ), in der von 1635 bis 1948 eine Chidr gewidmete Moschee untergebracht war. Der französische unbeschuhte Karmelit Philipp von der gesegneten Dreifaltigkeit (1603–1671), der den Ort im 17. Jahrhundert besuchte, berichtet, dass dort Elias von den arabischen Einwohnern el Kader genannt wurde und die Höhle von muslimischen Einsiedlern bewohnt wurde. Samuel Curtiss, der die Höhle im Sommer 1901 besuchte, bezeichnet sie als Chidr-Heiligtum und berichtet, dass sie „von Muhammedanern, Drusen, Persern (Bâbiten), wie von Christen und Juden aufgesucht wird“. Auch heute noch ist die Höhle ein Ort interreligiöser Begegnung.

### Verschmelzung zu einem Doppel-Heiligen „Chidr-Elias“
An einigen Orten verschmelzen die beiden Figuren auch zu einem Doppel-Heiligen mit dem Namen „Chidr-Elias“. Dies ist vor allem im Irak der Fall. So schreibt zum Beispiel Max von Oppenheim in seinem Reisebericht Vom Mittelmeer zum Persischen Golf: „Die […] Persönlichkeiten des Chiḍr und Elīas finden sich in Baġdād in einer einzigen Person vereinigt, die den Namen Chiḍr-Elīas trägt.“ Das Chidr-Heiligtum von Bagdad, das sich im Stadtteil Karch direkt am Ufer des Tigris befindet, wird von der lokalen Bevölkerung auch Maqām Ḫiḍr Ilyās genannt. Als ein dem Chidr-Elias gewidmetes Heiligtum wird es schon in dem Bagdader Salname für das Jahr 1312 der Hidschra (= 1894 n. Chr.) erwähnt, und zwar an erster Stelle innerhalb einer Liste, in der die Heiligtümer dieses Stadtteils aufgeführt sind.

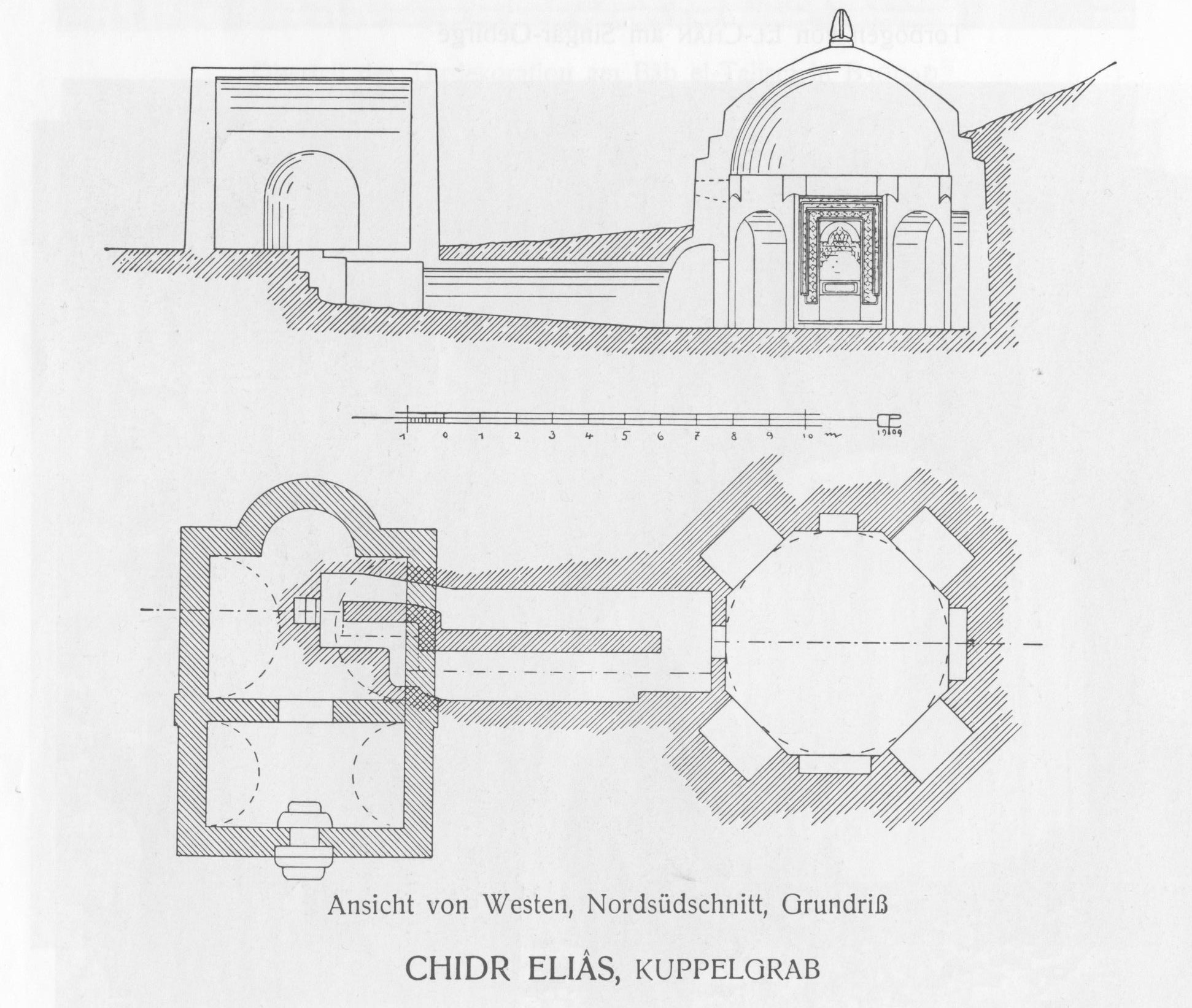
Das als Chidr-Elias-Heiligtum verehrte Kuppelgrab am Mar-Behnam-Kloster um 1911.

Ein weiterer Ort im Irak, der als „Chidr-Elias“ bezeichnet wird, ist das Mar-Behnam-Kloster südöstlich von Mosul mit dem zugehörigen Dorf. Bis zu seiner Zerstörung durch IS-Kämpfer im März 2015 befand sich auf dem Gelände des Klosters ein Kuppelgrab mit einer Uigurischen Inschrift aus der Zeit um 1300 n. Chr., in der der Segen des Chidr-Elias auf den Ilchan-Herrscher, seinen Hofstaat und seine Frauen herabgerufen wird. Das Kuppelgrab wird von der lokalen Bevölkerung als Chidr-Elias-Heiligtum verehrt.
Der Doppelname findet sich in ähnlicher Form auch in mehreren europäischen Berichten über die Türken Kleinasiens aus der Frühen Neuzeit. Georgius de Hungaria zum Beispiel schreibt in seinem 1481 zum ersten Mal gedruckten Tractatus de moribus, condictionibus et nequicia Turcorum:

„Es gibt noch einen anderen Heiligen, der Chidirelles heißt. Er pflegt den Reisenden beizustehen, besonders wenn sie in Not geraten. Er genießt in der ganzen Türkei so großes Ansehen, daß man kaum jemanden findet, der nicht in einer Notlage seine Hilfe erfahren oder zumindest aus den Erzählungen eines Betroffenen davon gehört hat. Er erscheint gewöhnlich in Gestalt eines Reisenden, der auf einem grauen Pferd sitzt, und kommt einem Reisenden sofort zu Hilfe, ganz gleich, ob der ihn nun angerufen oder sich in Unkenntnis seines Namen einfach nur Gott anbefohlen hat, wie man aus den Erzählungen zahlreicher Leute weiß.“

Auch in Aserbaidschan ist der Doppelname Chidr-Elias bekannt, allerdings ist Chidr-Elias nur eine von drei Manifestationen Chidrs. Die aserbaidschanische Tradition spaltet nämlich Chidr in drei Personen auf: Xıdır Zində („der lebendige Chidr“), Xıdır İlyas („Chidr-Elias“) und Xıdır Nəbi („Chidr, der Prophet“). Sie sollen drei Brüder sein. Xıdır İlyas ruft man auf dem Wasser an, Xıdır Nəbi auf dem Festland und Xıdır Zində, wenn man um Erfolg bei der Vollbringung von Taten bittet.

## Chidr-Bräuche

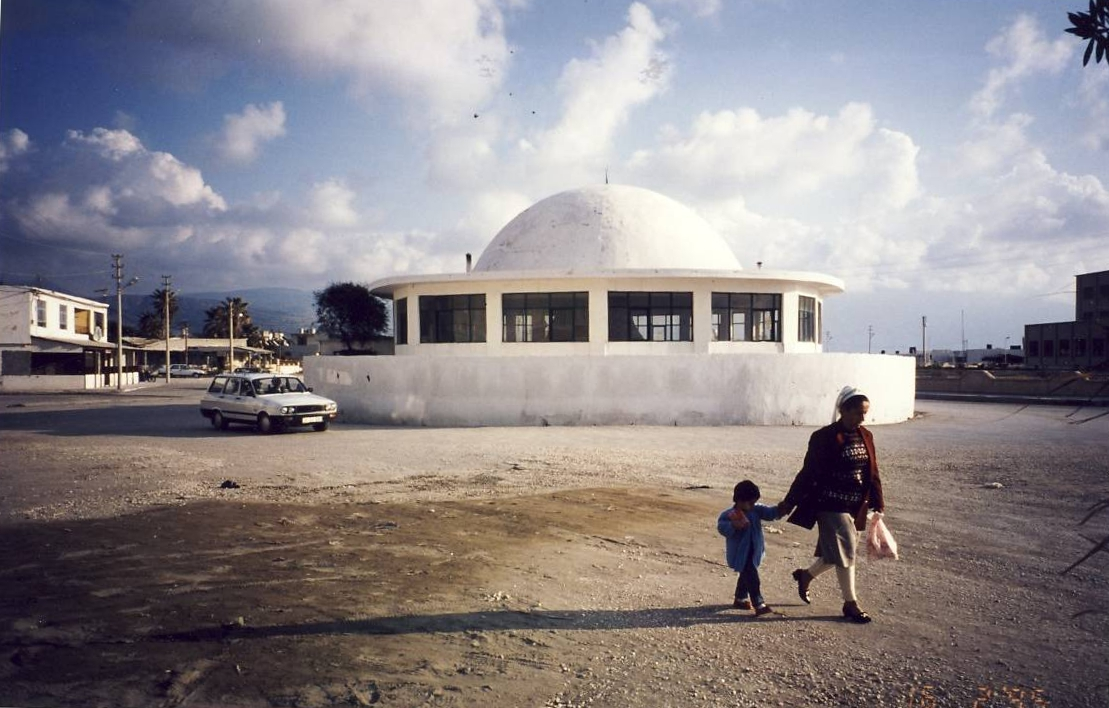
Chidr-Heiligtum in Samandağ an der Mündung des Orontes. Bei der Bevölkerung der Umgebung ist es üblich, das Heiligtum dreimal zu umkreisen, um seinen Segen zu erlangen. Die Umkreisung wird auch mit Fahrzeugen vollzogen.

### Weihegaben und Schlachtopfer
Gustaf Dalman beobachtete, dass in Palästina häufig Öl oder Süßigkeiten als Weihegaben (nuḏūr) zu Chidr-Heiligtümern gebracht werden. Ähnliche Bräuche sind auch für Ostarabien belegt. So enthielt das Chidr-Heiligtum auf der kuweitischen Insel Failaka vor seiner in den 1980er Jahren erfolgten Zerstörung in seinem Inneren ein Lingam-förmiges Steinidol, auf dem die süßen Opferspeisen abgelegt wurden. Ähnliche Weihegaben werden auch bei dem Chidr-Heiligtum in Bahrain dargebracht. Dieses befindet sich auf einer kleinen felsigen Insel, die westlich vor dem Strand von al-Muharraq liegt und as-Sāya genannt wird. Bei Ebbe, wenn die Insel mit dem Festland verbunden ist, wird sie von Pilgern aus allen Teilen Bahrains besucht, die dort Geschenke und Speisen ablegen. Diese werden dann bei Flut vom Wasser fortgespült.
Im 19. und im frühen 20. Jahrhundert wurden auf dem Sinai, in Syrien und auf dem Gebiet Jordaniens für Chidr auch Schlachtopfer dargebracht. Derartige Schlachtopfer für Chidr werden auch in der arabischen fiktionalen Literatur erwähnt, so in der 1929 veröffentlichten Kurzgeschichte Munīra des kuweitischen Autor Chālid al-Faradsch, die die erste arabische Kurzgeschichte der Golfregion überhaupt darstellt. Hier wird erzählt, wie die unglückliche Protagonistin Munīra Gott gelobt, dem örtlichen Chidr-Heiligtum (mazār al-Ḫiḍr) zwanzig Schafe und hundert weiße Hähne als Schlachtopfer darzubringen, wenn sich das Herz ihres Ehemannes ʿAbd al-Qādir wieder aufheitere.

### Aussetzen von Lichterschiffchen
Im Irak, in Syrien, Nordindien und Bangladesch gibt es den Brauch, als Weihegabe für Chidr am Abend kleine Lichterschiffchen auf den Flüssen hinabschwimmen zu lassen. In Bagdad, wo dieser Brauch vor allem am Chidr-Elias-Heiligtum ausgeübt wird, erhofft man sich davon die Erfüllung von Wünschen wie die Heilung von Krankheit oder Unfruchtbarkeit. In Bengalen werden solche Lichterschiffchen vor allem während des sogenannten Floß-Festes (Bera Bhasan) ausgesetzt, das am letzten Donnerstag des Hindu-Monats Bhadra (Juli–August) stattfindet. Hochburg der Bera-Bhasan-Tradition ist Murshidabad in West-Bengalen. Hier werden aufwendig gestaltete mannshohe Schiffe mit Lampions ausgestattet und unter Musikbegleitung in das Wasser des Bhagirathi-Flusses gesetzt.
Der Festbrauch ist schon für das frühe 18. Jahrhundert belegt. Von Murshid Quli Khan, der von 1717 bis 1727 über Bengalen herrschte, wird berichtet, dass er das „Fest für den Propheten Chidr, bei dem mit Lampions geschmückte Papierbote auf den Fluss gesetzt werden“, beibehielt. Der Brauch war also schon vorher in Bengalen verbreitet. Auch der malaiische Reisende Ahmad Rijaluddin, der Bengalen im Jahre 1810 besuchte, beschreibt diesen Brauch. Ihm zufolge fand er im Monat Schaʿbān statt. Seiner Beschreibung nach wurden bei diesem Anlass „in Erfüllung von Gelübden gegenüber dem Propheten Chidr“ große Schreine mit Kuchen und Süßigkeiten befüllt, mit tausenden von Lämpchen versehen und anschließend von beiden Ufern aus in den großen Fluss geschoben. Dieser war dann so voll mit Lichtern, dass kein Platz mehr für die Boote der Hindus blieb. Entlang des Flusses herrschte während der ganzen Zeremonie ohrenbetäubender Lärm von dem Jubelgeschrei der Menschen.

### Die Chidr-Mahlzeit
Dieser Brauch, der auf Arabisch Sufrat al-Ḫaḍir bzw. Persisch Sofre-ye Ḫeżr („Chidr-Tafel“) und auf Türkisch Hızır Lokması („Chidr-Bissen“) genannt wird, ist bis heute in Afghanistan, Iran, Aserbaidschan, in der Türkei und bei den Schiiten im Irak verbreitet. Bei ihm bereiten die Menschen in ihren eigenen Häusern eine aus mehreren Speisen bestehende Mahlzeit für Chidr vor, in der Hoffnung, dass er ihr Haus besucht und segnet. Der Raum, in dem die Speisen aufgebaut werden, wird meist vorher gründlich gesäubert, und man legt die schönsten Teppiche aus. Zur Ausstattung des Raums gehören ein Gebetsteppich, auf den man ein Koranexemplar und einen Rosenkranz legt, ein Becken, eine Kanne mit Wasser und ein Handtuch für den Wudū'. Wenn alles vorbereitet und die Tür des Zimmers verschlossen ist, kommt, so glaubt man, Chidr in dieses Haus, vollzieht in dem Becken den Wudū', spricht das rituelle Gebet und liest im Koran. Dann verschwindet er wieder, nachdem er das betreffende Haus gesegnet hat. Nachdem man den Raum wieder geöffnet hat, sucht man nach Spuren, die Chidr auf der Speise hinterlassen hat. In Iran und Aserbeidschan heißt die mehlartige Substanz, die man für Chidr vorbereitet, Qāwut bzw. Qovut. Nach der vorgestellten Berührung durch Chidr wird sie feierlich im Familienkreis verspeist.
Wie aus dem Reisebericht des Adam Olearius hervorgeht, wurde diese Zeremonie schon im frühen 17. Jahrhundert in Persien abgehalten. Er behandelt sie in seinem Reisebericht unter dem Titel „Chidder Nebbi Opfer“ und berichtet, dass sie im Februar stattfand. Zu dieser Zeit wird die Zeremonie auch heute noch in vielen Dörfern Ostanatoliens, Irans und Afghanistans abgehalten. Bei den Schiiten des Irak wird die Zeremonie dagegen nicht zu einem festen Termin abgehalten, sondern spontan, um ein getanes Gelübde zu erfüllen.

## Sufische Deutungen der Chidr-Gestalt

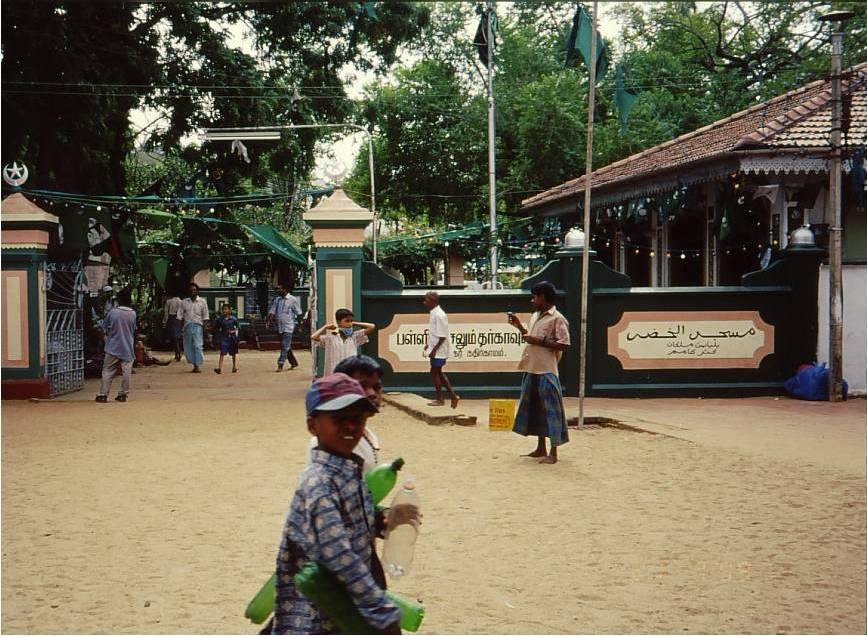
Eingang zu dem Chidr geweihten heiligen Bezirk von Kataragama, der auch als Khizar-Thakiyya bezeichnet wird und eine Art Sufi-Hospiz darstellt

### Chidr und die Gottesfreunde
In der Tradition der Sufis hat Chidr vor allem deswegen eine große Bedeutung, weil er das sufische Ideal der Gottesfreundschaft verkörpert. So wurden Chidrs Handlungen in der koranischen Erzählung von Sure 18:65–82 als Beweis dafür herangezogen, dass neben den Propheten auch die Gottesfreunde Wunder vollbringen können. Al-Quschairī (st. 1072) zum Beispiel schreibt in einem Sendschreiben über die Sufik:

„Das, was Gott durch Chidr geschehen ließ, die Aufrichtung der Mauer und andere Wunderdinge und Mose verborgenen Dinge, die er kannte, alles das sind Dinge, die die Gewohnheit durchbrechen, und mit denen Chidr ausgezeichnet war. Und er war kein Prophet, sondern nur ein Gottesfreund.“

Gegenüber den Gottesfreunden nimmt Chidr nach sufischer Auffassung eine Aufsichtungsfunktion war. Sie gilt auch als einer der wichtigste Gründe für sein Umherreisen auf der Erde. Ein Beleg für diese Vorstellung sind die Worte, die in einem andalusischen hagiographischen Werk aus dem 12. Jahrhundert Chidr in den Mund gelegt werden:

„Ich habe keine feste Bleibe auf der Erde. Wo auch immer meiner gedacht wird, da bin ich. Ich durchwandere die ganze Welt, Ebenen und Berge, bewohnte und unbewohnte Gebiete, besuche die Gottesfreunde und visitiere die Frommen. Dies tue ich ohne Unterlass.“

Nach Vorstellung des transoxanischen Gelehrten al-Hakīm at-Tirmidhī (gest. 910) liegt in Chidrs engem Verhältnis zu den Gottesfreunden auch der eigentliche Grund für sein Fortleben. In seinem Handbuch Sīrat al-Awliyāʾ, das maßgeblich zur Ausformung der Theorie der Gottesfreundschaft beigetragen hat, beschreibt er Chidr als denjenigen,

„der über die Erde geht, über ihr Festland und Meer, über ihre Ebenen und Gebirge, auf der Suche und in Sehnsucht nach seinesgleichen. In Bezug auf sie (sc. die Gottesfreunde) gibt es über Chidr eine wunderliche Geschichte. Er hatte nämlich schon am Urbeginn (der Schöpfung), als die Schicksalsanteile verteilt wurden, gesehen, wie es mit ihnen werden sollte. Da regte sich in ihm der Wunsch, ihr Wirken auf Erden noch zu erleben. Es wurde ihm ein langes Leben beschieden, dass er sich mit dieser Gemeinschaft zur Auferstehung versammeln wird.“

Aufgrund solcher Vorstellungen wird Chidr häufig auch als der „Vorsteher der Gottesfreunde“ (naqīb al-awliyāʾ) bezeichnet.
Eng verwandt mit der Theorie der Gottesfreundschaft ist die Vorstellung von den sogenannten Abdāl („Substitute“), die die Welt vor Schaden bewahren sollen. Auch zu dieser imaginären Personengruppe steht Chidr in enger Beziehung. In einem Bericht über den kufischen Frommen Kurz ibn Wabra (gest. 728) wird Chidr sogar insgesamt als das Oberhaupt (raʾīs) der Abdāl bezeichnet. Da Chidr derjenige ist, der regelmäßig dafür sorgt, dass beim Ableben von Abdāl deren Stellen sogleich neu besetzt werden, liegt in seinem Fortleben eine Garantie für den Erhalt der Erde. So wird der mekkanische Traditionarier Mudschāhid ibn Dschabr (gest. 722) mit der Aussage zitiert, dass „Chidr fortlebt, bis Gott (am Ende der Zeiten) die Erde und ihre Bewohner erbt“. Und der alexandrinische Sufi Abū l-Fath al-ʿAufī (gest. 1501) vertrat die Ansicht, dass Gott Chidr dazu eingesetzt habe, die Erde zu bewahren (kallafa Allāhu l-Ḫiḍra ḥifẓa l-arḍ). Derartige Aussagen messen Chidr eine einzigartige kosmologische Bedeutung zu.

### Die Vorstellung vom „Chidr der Zeit“
Sehr verbreitet war die Vorstellung, dass die Gottesfreunde zusammengenommen eine hierarchisch geordnete Gemeinschaft bilden, die von Chidr geleitet und aufrechterhalten wird. Zahlreiche Theorien über diese Heiligenhierarchie kamen in Umlauf, wobei verschiedene Namen für die einzelnen Heiligenränge genannt wurden: Aqtāb („Pole“, sing. quṭb), Abdāl („Substitute“), Autād („Pflöcke“), Nudschabā' („Edle“) usw. Sobald Mitglieder dieser Heiligenhierarchie sterben, sollen Heilige aus niederen Rängen in ihre Ämter nachrücken. An der Spitze der Hierarchie steht der Ghauth („Hilfe“), der von Chidr selbst eingesetzt wird.
Später verbreiteten sich in der Sufik allerdings Theorien, wonach auch Chidr selbst in den Zyklus der Substitutionen einbezogen ist. So zitiert Ibn Hadschar al-ʿAsqalānī einen alexandrinischen Sufi des 13. Jahrhunderts mit der Aussage:

„Wenn der Chidr stirbt, dann betet der Ghauth am Gehege Ismaels unter der Traufe (der Kaaba in Mekka). Dann fällt auf ihn ein Blatt mit seinem Namen, woraufhin er zum Chidr wird, während der Quṭb von Mekka zum Ghauth wird, und so fort.“

Chidr wird im Rahmen dieser Theorie also ebenfalls austauschbar und stellt nicht mehr dar als nur einen spirituellen Rang. So referiert Ibn Hadschar von einigen Sufis die Auffassung:

„dass jede Zeit einen Chidr hat, dass er das Oberhaupt der Gottesfreunde ist, und immer, wenn ein Oberhaupt stirbt, nach ihm ein Oberhaupt an seine Stelle gesetzt und ‚der Chidr‘ genannt wird […] Dem stehe nicht entgegen, dass derjenige, über den überliefert wird, dass er der Chidr ist, Moses Zeitgenosse war, denn dieser sei der Chidr jener Zeit gewesen.“

Allerdings gab es einige Sufis, die mit dieser Lehre, die in ähnlicher Form auch heute noch ihre Anhänger hat, nicht einverstanden waren, weil sie ihrer Auffassung nach im Widerspruch zu Chidrs wirklichem Fortleben stand. Zu denjenigen Sufis, die die Lehre vom „Chidr der Zeit“ und dem „Chidrtum“ (al-Ḫiḍriyya) als spirituellem Rang bekämpften, gehörte zum Beispiel der Schadhiliyya-Scheich Ibn ʿAtā' Allāh al-Iskandarānī (gest. 1309).

### Visionäre Reisen an der Seite Chidrs
Während in den meisten Begegnungsberichten das Auftreten Chidrs als Apparition beschrieben wird, bei der dem Seher das gewöhnliche Tagesbewusstsein und die normale Perzeption des Umraums erhalten bleiben, gibt es im sufischen Milieu ab dem 15. Jahrhundert auch Berichte über Chidr-Visionen. Visionen unterscheiden sich von Apparitionen dadurch, dass sich hier die Seele durch übernatürliches Wirken in andere Räume versetzt sieht.
Bemerkenswert ist, dass die Berichte über Chidr-Visionen aus höchst unterschiedlichen Regionen der islamischen Welt stammen. Das erste Beispiel findet sich in dem Werk Al-Insān al-Kāmil („Der vollkommene Mensch“) von ʿAbd al-Karīm al-Dschīlī (gest. 1428), einem Sufi, der in Südarabien lebte. Dort wird beschrieben, wie ein Fremder namens Rūh („Geist“) eine ferne Region nahe dem Nordpol besucht, die von den „Männern der Verborgenheit“ (riǧāl al-ġaib) und ihrem König Chidr bewohnt wird. Der Boden dieser Region besteht aus weißem Mehl, ihr Himmel aus grünem Smaragd. Chidr erläutert dem Fremden bei einem Gespräch, dass nur „der vollkommene Mensch“ in diese Welt eintreten könne, und erklärt ihm auch die verschiedenen Klassen der „Männer der Verborgenheit“, die über die größte Gotteserkenntnis verfügen und ihn als unumschränkten Herrscher anerkennen.
Die Vorstellung einer übernatürlichen Entrückung durch Chidr findet sich erstmals in dem türkischen Diwan des Zaynīya-Scheichs Mehmed Tschelebi Sultan (gest. 1494) aus der anatolischen Stadt Eğirdir. Der Text ist auch als Hızır-nāme („Chidr-Buch“) bekannt. Der Dichter beschreibt darin, wie er an der Seite alle bekannten Gefilde der oberen und unteren Welt bereist. Er durchwandert die sieben Himmel, macht die Bekanntschaft mit den Engeln und den Geistern der Propheten, steigt zum göttlichen Thron auf und besichtigt das Paradies. Weitere Reisen führen ihn zum Berg Qāf, zum Wall von Gog und Magog und natürlich zur Lebensquelle. Schließlich reist der Dichter mit Chidr in die „Welt der Urbilder“ und sieht den Strahl der „Raumlosigkeit“ aus dem Gott die Geschöpfe ins Leben ruft.
Eine undatierte javanische Handschrift erzählt, wie der berühmte javanische walī Sunan Kali Jaga (15. Jh.), der Chidr angeblich in Mekka traf, durch dessen linkes Ohr in seine Gedärme einstieg und mit ihm eine Reise durch den Kosmos machte. Im 16. Jahrhundert beschreibt der ägyptische Sufi ʿAbd al-Wahhāb asch-Schaʿrānī (gest. 1565), wie er mit Chidr in die Verborgenheit (ġaib) reiste und dort die „Quelle der reinen Scharia“ sah.

## Chidr als Symbol der religiösen Autorisierung
Die allgemeine Popularität Chidrs lässt sich daran ablesen, dass er im Laufe der islamischen Geschichte immer wieder von verschiedenster Seite als Symbol der religiösen Autorisierung eingesetzt wurde.

### Chidr als Übermittler von Bittgebeten und Dhikr-Formeln
So gibt es mehrere Bittgebete, von denen behauptet wird, dass sie deshalb eine besondere magische Wirkung haben, weil sie einer bestimmten Person von Chidr übermittelt wurden. Das bekannteste von ihnen ist das sogenannte Duʿā' Kumail, das ʿAlī ibn Abī Tālib von Chidr erhalten haben soll. Es gehört in der Zwölfer-Schia zu den wichtigsten Bittgebeten und wurde beim Begräbnis von Ayatollah Ruhollah Chomeini in Teheran öffentlich verlesen.
Auch verschiedene Sufi-Orden berufen sich auf Chidr, um die Herkunft der besonderen Dhikr-Formeln, die den eigenen Orden auszeichnen, zu erklären. So wird zum Beispiel in vielen Werken des Naqschbandīya-Ordens überliefert, dass der stille Dhikr (ḏikr ḫafī), der für diesen Orden spezifisch ist, dem eigentlichen Gründer des Ordens, ʿAbd al-Chāliq Ghidschduwānī (gest. 1220), von Chidr übermittelt wurde. In einem Bruderorden der Naqschbandīya, der osttürkischen Yasawiyya, wird umgekehrt ein lauter Dhikr, der sogenannte „Säge-Dhikr“ (ḏikr-i arra), auf Chidr zurückgeführt. In der türkischen Celvetiyye wiederum wird eine bestimmte halbstehende Körperhaltung beim Dhikr, die niṣf-i qiyām genannt wird und den Orden auszeichnet, mit Chidr in Verbindung gebracht. ʿAzīz Maḥmūd Hüdā'ī (gest. 1628), der Mitbegründer des Ordens, soll sie von Chidr erlernt haben, als ihn dieser beim Gebet besuchte.

### Chidr in den Legenden über Bauwerke und Städte

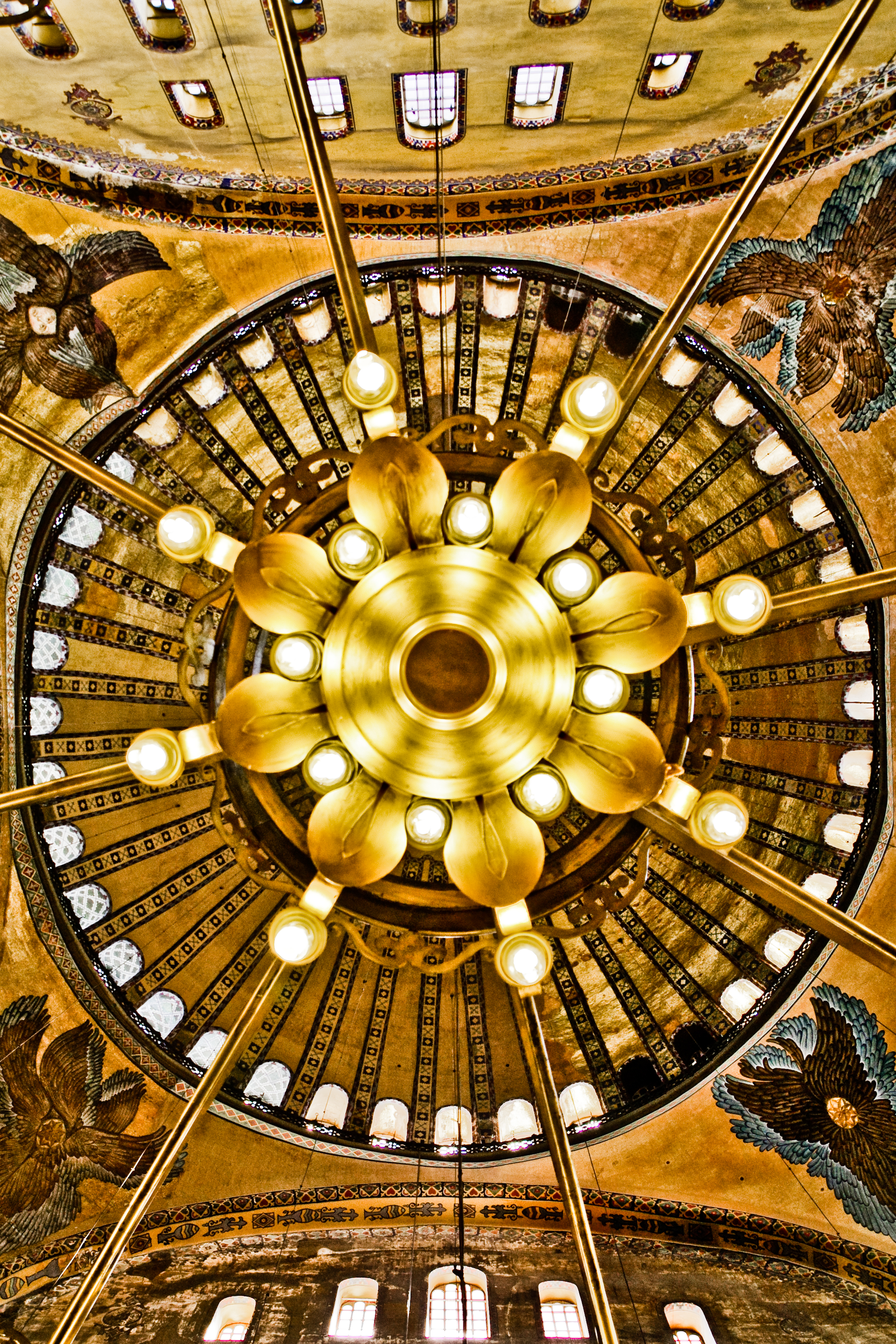
Die Kuppel der Hagia Sophia mit dem Kronleuchter, unter der der sich Chidr regelmäßig aufhalten soll.

Die Legendenbildung um Chidr dient häufig auch der Sakralisierung von Räumen. In den vorangehenden Abschnitten wurden bereits mehrere Plätze und Moscheen erwähnt, von denen berichtet wird, dass Chidr an ihnen regelmäßig erscheinen soll. Derartige Legenden, die sich vor allem in Werken der Lokalgeschichtsschreibung finden, sind Versuche, diesen Örtlichkeiten eine Aura der Heiligkeit ähnlich der von Mekka, Medina und Jerusalem zu verleihen.
An manchen Orten ist Chidr auch in Gründungslegenden von Bauwerken und Städten eingebunden worden. Ein Beispiel hierfür ist die Hagia Sophia, die frühere Hauptmoschee von Istanbul. Nach einem persischen Geschichtswerk, das 1480 für den osmanischen Sultan Mehmed II. verfasst wurde, war es Chidr, der den byzantinischen Kaiser Justinian in einem Traum zum Bau dieses Bauwerks aufgefordert haben soll. Chidr hat ihm nach dieser Legende, die eine islamische Adaptation früherer byzantinischer Legenden darstellt, auch den himmlischen Bauplan und den Namen für das Gebäude übermittelt und seinen zukünftigen Schutz für das Bauwerk angekündigt. In späteren Versionen der Legende wird berichtet, dass Chidr den Baumeistern der Hagia Sophia vor allem bei der Errichtung der großen Kuppel behilflich war. Der Raum unter der Kuppel gilt nach dem Volksglauben auch als der Ort, an dem sich Chidr regelmäßig aufhalten soll. Einigen türkischen Gelehrten und Dichtern wird auch nachgesagt, dass sie Chidr an dieser Stelle getroffen haben. Der osmanische Reiseschriftsteller Evliya Çelebi (gest. nach 1683) behauptet, dass an dieser Stelle „einige tausend heilige Männer das Glück hatten, mit jenem großen Propheten zu sprechen.“

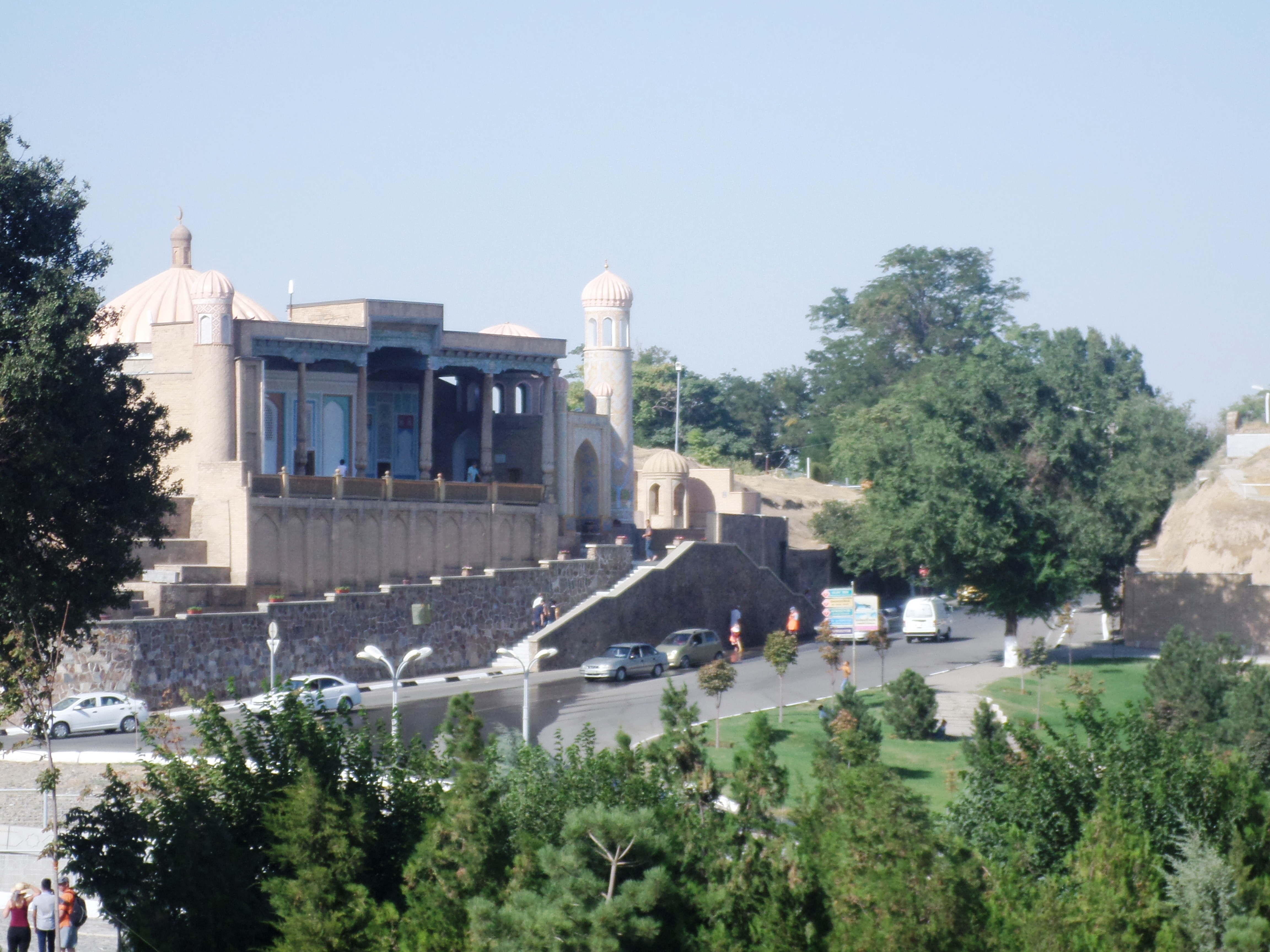
Die Chidr-Moschee in Samarkand

Wie bei Istanbul ist Chidr auch bei verschiedenen anderen islamischen Städten in die Gründungslegenden einbezogen worden. Städte, denen auf diese Weise eine besonders enge Beziehung zu Chidr „angedichtet“ wurde, sind Damaskus, Tunis, Samarkand, Herat, Sayram und Edirne. Der Bezug Chidrs zu Samarkand zeigt sich unter anderem darin, dass es hier eine eigene Chidr-Moschee gibt, die auf den Ruinen der Mauern der Vorgängerstadt Afrasiab steht. Sie ist nach der lokalen Tradition die älteste Moschee der Stadt, wobei Chidr selbst den Grundstein zu ihr legte. Darüber hinaus existieren zahlreiche Legenden, die Chidr zu den anderen Heiligtümern der Stadt in Bezug setzen. Als der eigentliche Hauptheilige von Samarkand gilt der Prophetengeführte Qutham ibn ʿAbbās. Um sein Heiligtum herum, das noch heute unter dem Namen Shohizinda („Der lebende König“) verehrt wird, wurde in der Zeit der Timuriden ein Ensemble prachtvoller Mausoleen angelegt. Die Legende berichtet, dass Chidr bei der islamischen Belagerung von Samarkand Qutham vor den Ungläubigen rettete, in dem er ihn durch einen Brunnen in einen unterirdischen Königspalast entführte, wo er bis zum Ende der Zeiten weiterleben soll. Als in der Zeit von Timur Zweifel aufkamen, ob Qutham wirklich noch lebe, soll ein Mann durch den noch vorhandenen Brunnen hinabgeklettert sein; er sah dann Qutham in seinem Palast auf einem Thron sitzen, wobei Chidr und Elias ihn rechts und links flankierten. Eine andere Legende berichtet davon, dass Chidr in der Freitagsmoschee von Samarkand einen Gebetsplatz haben soll und mit seinem Gebet Samarkand einst vor der „Ketzerei“ der Schia bewahrte.
Nach einer Legende, die der indische Gelehrte Ghulām Sarwar Lāhaurī (gest. 1890) in seiner sufischen Biographiensammlung Ḫazīnat al-aṣfiyāʾ anführt, war Chidr auch an der Gründung der Stadt Ahmadabad beteiligt. Anlass für die Gründung der Stadt, die im Jahre 1411 stattfand, war demnach, dass der Sultan von Gujarat Ahmad Shah I. bei einer Begegnung mit Chidr, die ihm sein Scheich Ahmad Khattu vermittelt hatte, von Chidr hörte, dass am Fluss Sabarmati einst eine blühende Stadt namens Bādānbād gestanden habe, die aber plötzlich verschwunden sei. Als der Herrscher Chidr fragte, ob er nicht eine neue Stadt an der Stelle bauen könnte, antwortete Chidr, dass er dies tun könne, die Stadt aber nur dann sicher sei, wenn vier Personen mit dem Namen Ahmad, die nie das ʿAsr-Gebet ausgelassen hatten, zusammenkämen. Eine Suche im ganzen Reich ergab zwei Personen, die diese Voraussetzungen erfüllten. Sie wurden durch Ahmad Khattu und den Herrscher ergänzt, so dass die vier benötigten Personen beisammen waren und die Stadt gegründet werden konnte.

### Herrschaftslegitimation durch Chidr
Chidr spielte in der vormodernen Zeit auch eine gewisse Rolle bei der sakralen Herrschaftslegitimation. So findet man in Werken der arabischen, persischen und türkischen Historiografie Berichte über Begegnungen mit Chidr, wonach dieser den Ruhm verschiedener muslimischer Herrscher und Dynastien vorausgesagt und ihnen seinen Schutz angekündigt haben soll. Derartige Chidr-Prophezeiungen, die allesamt als vaticinia ex eventu gedeutet werden können, zeigen Chidr zum Beispiel als Beschützer des umayyadischen Kalifen ʿUmar ibn ʿAbd al-ʿAzīz (reg. 717–720), des letzten Choresm-Schah-Herrschers Dschalal ad-Din Mengübirti, der zwischen 1220 und 1231 den Abwehrkampf gegen die Mongolen führte, der ostiranischen Ghaznawiden-Dynastie und der Osmanen.
In einer ähnlichen Rolle tritt Chidr auch in dem Geschichtswerk von Firishta (gest. 1620 od. später), dem Hofgeschichtsschreiber der indischen ʿĀdil-Schāhī-Dynastie, auf. Hier wird erzählt, dass Chidr Yūsuf, dem Gründer dieser Dynastie, im Traum erschien, als er noch in Persien weilte, und ihn aufforderte, nach Indien zu gehen, weil er dort zur Macht gelangen würde. Auch die Geschichtsschreiber der mittelasiatischen Mangiten-Dynastie, die ab Mitte des 18. Jahrhunderts im Emirat Buchara herrschten, griffen auf dieses Legitimationsmodell zurück. Sie erzählten, dass Chidr dem Dschāwūsch Bāy, dem fünften Vorfahren der Mangitenherrscher, in Gestalt eines einfachen Wanderers erschienen sei und ihm den Aufstieg und die Herrschaft seiner Nachkommen prophezeit habe.

### Chidr in der schiitischen Apologetik

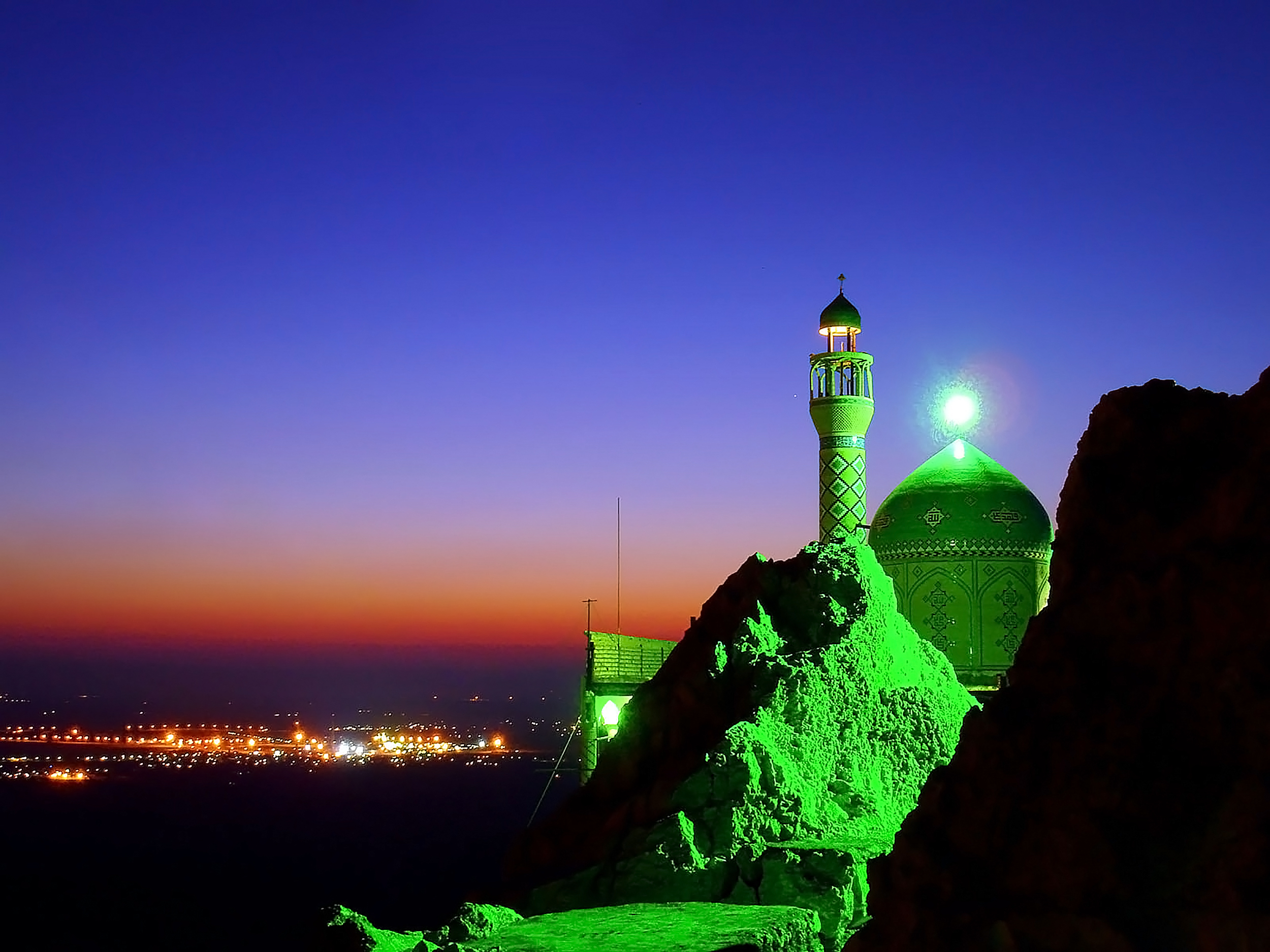
Die grün angestrahlte Chidr-Moschee in der Nähe der Dschamkarān-Moschee bei Ghom

Chidr spielt auch eine wichtige Rolle in der schiitischen Apologetik. In dem Bericht über eine seiner Erscheinungen, der in der großen Traditionssammlung Biḥār al-anwār von Muhammad Bāqir al-Madschlisī (st. 1111/1700) überliefert wird, erklärt Chidr, dass er zur Partei (šīʿa) des ʿAlī ibn Abī Tālib gehöre, also ein Schiit sei.
In der Zwölfer-Schia ist Chidr vor allem deswegen wichtig, weil der allgemein verbreitete Glaube an sein Fortleben und seine Unsichtbarkeit als Argument zur Verteidigung der schiitischen Lehre von dem Weiterleben des verborgenen Imams Muhammad al-Mahdī verwendet werden konnte. In einem Bericht, den der schiitische Gelehrte Ibn Bābawaih (st. 381/991) anführt, wird über den zwölften Imam gesagt, dass er in dieser Gemeinschaft wie Chidr ist, wobei sich die Ähnlichkeit vor allem auf die Länge seiner Verborgenheit beziehen soll. Ähnlichkeit zwischen den beiden besteht allerdings auch hinsichtlich ihrer plötzlichen Apparitionen. In zwei von al-Madschlisī überlieferten Erzählungen wird davon berichtet, dass Menschen, die dem zwölften Imam begegneten, diesen für Chidr hielten.
Nach traditionell-schiitischer Auffassung hält sich Chidr zudem ständig in der Nähe des Verborgenen Imams auf. Der achte Imam ʿAlī ar-Ridā soll gesagt haben, dass Gott Chidr dazu eingesetzt habe, dem Mahdī in seiner Einsamkeit Gesellschaft zu leisten. Nach der schiitischen Überlieferung hat im Jahre 984 ein schiitischer Scheich den Mahdi in seinem Heimatort Dschamkarān in der Nähe von Ghom in Begleitung Chidrs gesehen. Der Mahdi saß auf einem Thron, während Chidr ihm aus einem Buch vorlas. Heute befindet sich in der Nähe der Dschamkarān-Moschee auf einem Berg eine Chidr-Moschee. Sie wird gerne von den Bewohnern von Ghom aufgesucht und in der Nacht grün angestrahlt.

## Chidr-Verehrung bei muslimischen Sondergemeinschaften und außerhalb des Islams

### Bei Drusen, Alawiten und Aleviten

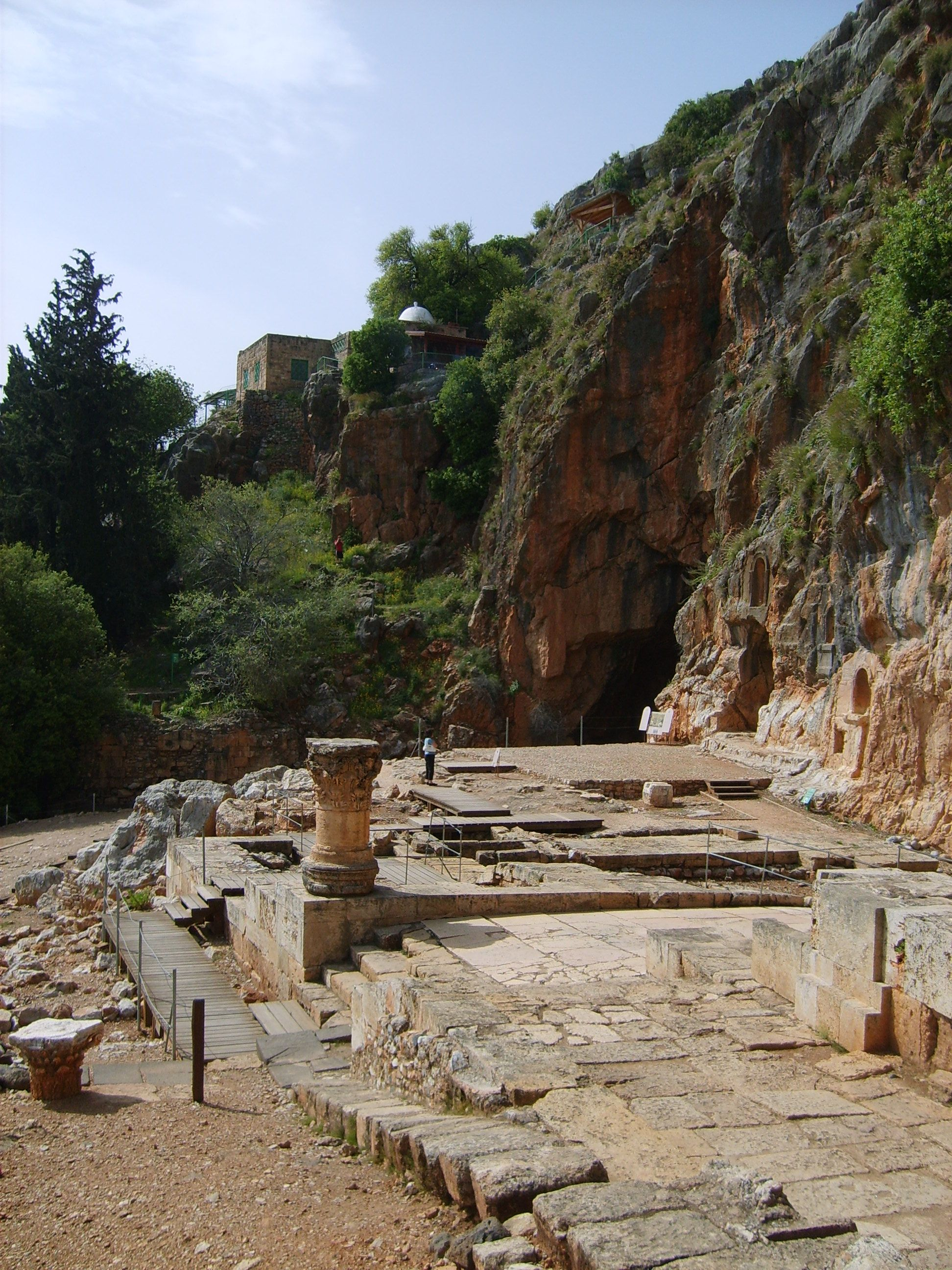
Drusisches Chidr-Heiligtum oberhalb der Pan-Grotte in Banyas in den Golan-Höhen

Chidr wird auch bei den Drusen, den syrischen Alawiten und den türkischen sowie kurdischen Aleviten verehrt. Die Drusen verehren Chidr nicht nur am Karmel, sondern auch noch an verschiedenen anderen Heiligtümern in Nord-Israel. Das wichtigste drusische Chidr-Heiligtum befindet sich in dem Ort Kafr Yāsīf elf Kilometer nordöstlich von Akko, an dem jährlich am 25. Januar eine Versammlung der drusischen Geistlichen stattfindet. Es wurde erst Ende des 19. Jahrhunderts erbaut. Die Drusen der Golan-Höhen haben ein weiteres Chidr-Heiligtum in Banyas an der Quelle des Banyas-Flusses am Fuße des Hermongebirges oberhalb eines antiken Pan-Heiligtums. Das drusische Chidr-Bild weist gegenüber dem muslimischen Chidr-Bild einige Unterschiede auf. So identifizieren die Drusen Khidr ganz klar mit Elias, eine Auffassung, die im Bereich des Islams immer nur eine Mindermeinung war. Des Weiteren hat bei ihnen Chidr die Kunya Abū Ibrāhīm, nicht Abū l-ʿAbbās.
Die syrischen Alawiten haben Chidr an zahlreichen Orten im Dschebel Ansariye, in Hatay und in Kilikien Heiligtümer errichtet. Allein in Kilikien bestehen 25 alawitische Chidr-Heiligtümer. Bis zur Mitte des 20. Jahrhunderts gab es im Dschebel Ansariye den Brauch, Mädchen dem Chidr zu weihen. Über Sulaimān Murschid, der in den 1920er Jahren bei den Alawiten eine Erweckungsbewegung gründete, die bis heute als Murschidīya fortbesteht, wird erzählt, dass Chidr ihm erschienen sei und ihn bei einer visionären Himmelsreise zum Propheten berufen habe, der die Alawiten an ihre religiöse Pflichten erinnern solle. Bis heute spielt Chidr eine sehr wichtige Rolle bei den Murschiditen. Sādschī al-Murschid, der bis 1998 der Murschidīya als Imam vorstand, bezeichnete 1995 Chidr im Gespräch als die „Anmut Gottes“ (luṭf Allāh) und erklärte, dass er höher stehe als alle Propheten.
Die türkischen und kurdischen Aleviten begehen das Hıdrellez-Fest am 6. Mai und halten Mitte Februar ein dreitägiges Chidr-Fasten (Hızır orucu), in der Regel von Dienstag bis Donnerstag. Dieses geht nach einer alevitischen Überlieferung darauf zurück, dass einmal ʿAlī ibn Abī Tālib und seine Frau Fātima bint Muhammad drei Tage für die Genesung ihrer beiden Söhne al-Hasan und al-Husain fasteten, wobei sie jeden Abend Chidr in Gestalt eines armen hungrigen Mannes besuchte. Das dreitägige Fasten wird in Erinnerung an dieses Ereignis vollzogen. Am Ende des Fastens werden das Hızır Lokması („Chidr-Bissen“) zubereitet und ein Hızır-Cem abgehalten. In dem 2012 abgeschlossenen Staatsvertrag zwischen der Stadt Hamburg und der Alevitischen Gemeinde Deutschland ist das Hızır Lokması auf den 16. Februar festgelegt und als kirchlicher Feiertag im Sinne des Hamburgischen Feiertagsgesetzes anerkannt worden.

### Bei Jesiden und Zoroastriern
Bei den Jesiden des Irak sind Chidr und Elias wie sonst im Irak zu dem Doppelheiligen Chidr-Elias verschmolzen. Am ersten Donnerstag im Februar halten die Jesiden ein Chidir-Liyās-Fest ab, das in der Tradition der iranischen Chidr-Tage des Tschilla-Zyklus steht. An diesem Tag finden in der Nähe des Dorfes Bāʿadhra im Nordirak große Feiern statt. Außerdem werden besondere Haar-Opfer dargebracht. Dem Fest geht ähnlich wie bei den Aleviten ein dreitägiges Fasten voraus. Bei diesem Fasten wird auch in der Nacht totale Abstinenz gehalten. Die Jesiden pilgern auch häufig zum Mar-Behnam-Kloster, das sie als Chidr-Elias-Heiligtum verehren.
Die Zoroastrier in Iran identifizieren Chidr hauptsächlich mit ihrer Gottheit Sorush, zum Teil aber auch mit Bahram und Mehr. Insgesamt bestehen in Iran sieben zoroastrische Chidr-Schreine. Alle diese Schreine sind oder waren bis vor kurzer Zeit am Rande von Feldern gelegen. Chidr wird von den Zoroastriern vor allem als Schutzheiliger der Felder betrachtet.

### Bei Hindus und Sikhs

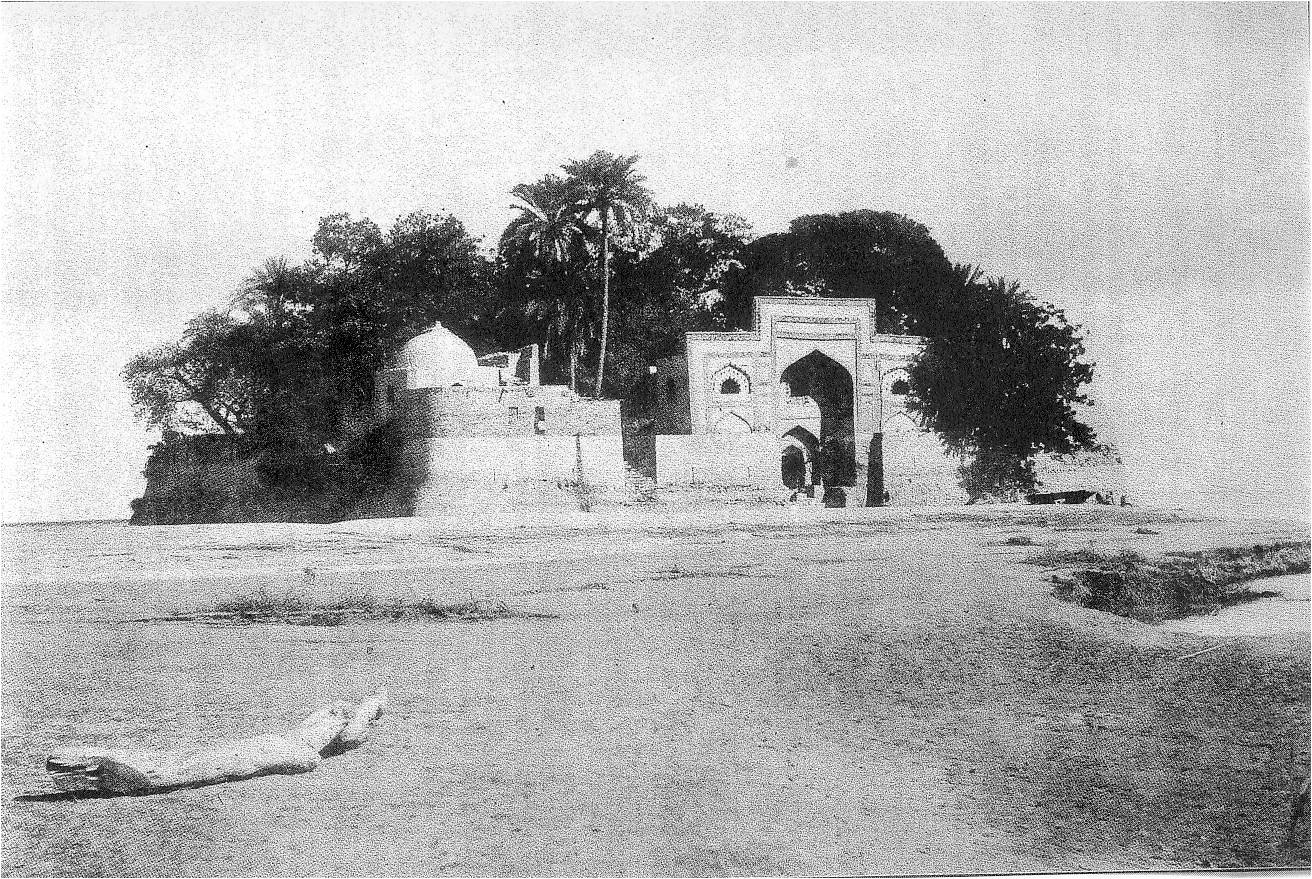
Das Chidr-Heiligtum auf der Indus-Insel bei Rohri, das im 19. Jahrhundert von Hindus und Muslimen gemeinsam unterhalten wurde.

Auf dem Indischen Subkontinent wird Chidr zum Teil auch von Hindus verehrt. Der britische Kolonialbeamte H.A. Rose vermerkte 1919, dass Khwaja Khizr im westlichen Punjab ein hinduistischer Wassergott sei, den man dadurch verehre, dass man bei Quellen kleine Lichter anzünde und Brahmanen speise oder auf dem Dorfteich ein kleines Floß mit heiligem Gras und einem Licht darauf aussetze. Zu einer Überschneidung von islamischen und hinduistischen Vorstellungen kommt es vor allem am Indus, wo Chidr unter dem Namen Jinda Pir (von pers. zinda pīr „Lebendiger Pīr“) sowohl von Muslimen als auch Hindus verehrt wird.
Das Chidr-Heiligtum auf der Indus-Insel bei Rohri in Sindh wurde im 19. Jahrhundert auch von Hindus und Muslimen gemeinsam unterhalten. Jährlich im März und April kamen mehrere Tausend Muslime und Hindus aus allen Teilen Sindhs zum Fest des Heiligtums. Dann brach aber ein Streit über die Eigentumsrechte an dem Heiligtum aus, der von den britischen Behörden um die Wende zum 20. Jahrhundert zugunsten der Muslime entschieden wurde. Die Hindus zogen daraufhin ab und errichteten in Sukkur auf der gegenüberliegenden Seite des Indus einen neuen Tempel für Zinda Pir. Dieser Tempel besteht bis heute weiter. Das Chidr-Heiligtum auf der Indus-Insel wurde 1956 durch ein Indus-Hochwasser zerstört, ist aber danach in bescheidenerer Form wieder aufgebaut worden.
Auch im Sikhismus spielt Chidr eine gewisse Rolle, denn in den Legenden über Guru Nanak (gest. 1539), den Begründer dieser Religion, wird erzählt, dass dieser nach seiner Berufung von Chidr besucht wurde, der ihn alles weltliche Wissen lehrte. In einer Version der Legende, die Anfang des 19. Jahrhunderts aufgezeichnet wurde, heißt es, dass die Unterweisung durch Chidr stattfand, als Guru Nanak drei Tage in einem Teich verbrachte. Nach einer anderen Legende waren Anhänger von Guru Nanak im Glauben, dass ihr Meister den Flussgott Khwaja Khizr verehre und von ihm seine Kraft erhalte. Nach einer Zeit trafen sie Khwaja Khizr selbst in Gestalt eines Mannes, der einen Fisch in der Hand hatte. Er teilte ihnen mit, dass nicht er Opfergaben von dem Guru erhalte, sondern selbst solche für den Guru darbringe und von ihm seine Kraft erhalte.

### Die Gleichsetzung Chidrs mit dem Heiligen Georg

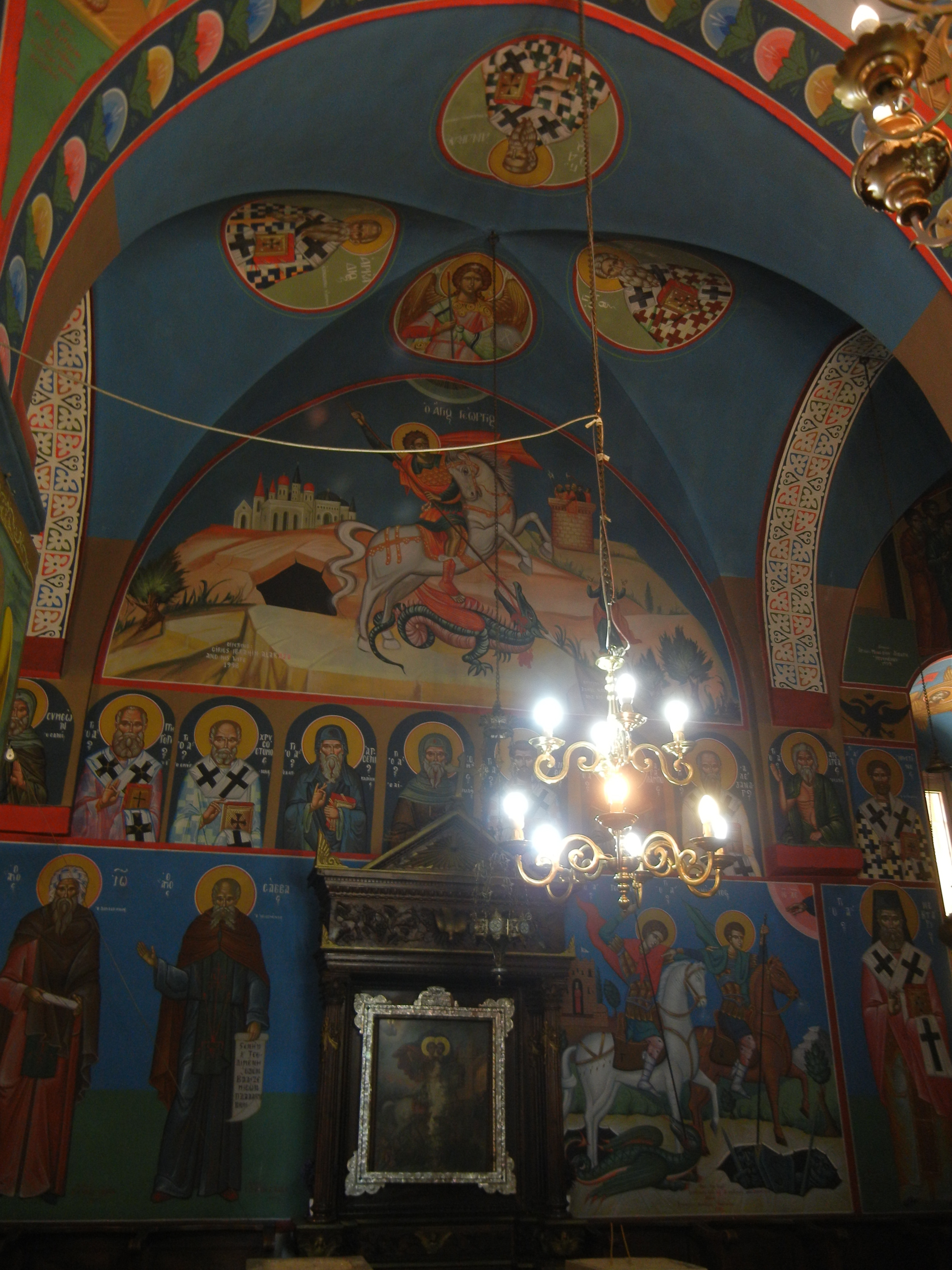
Das Innere der Sankt-Georgs-Kirche in al-Chadir bei Bethlehem.

In Syrien, Libanon, Palästina und Jordanien wird Chidr von Christen und vielen Muslimen mit dem Heiligen Georg identifiziert. Beide Figuren sind im volkstümlichen Brauchtum so weit verschmolzen, dass ihre Namen als Synonyme aufgefasst werden. Einer der bekanntesten Orte, an dem der christliche Heilige unter dem Namen al-Chidr verehrt wird, ist die griechisch-orthodoxe Sankt-Georgs-Kirche in dem Dorf al-Chadir bei Bethlehem, das ausschließlich von Muslimen bewohnt wird. Der Ort wird schon Ende des 17. Jahrhunderts von ʿAbd al-Ghanī an-Nābulusī als ein Chidr-Maqām erwähnt. Bis zur Mitte des 20. Jahrhunderts brachten die arabischen Bewohner der Umgebung ihre Kranken hierher, weil sie von der Ikone des Heiligen im Inneren der Kirche Heilung für sie erhofften. Geisteskranke wurden an einen Draht gekettet, der mit der Ikone verbunden war. Auf diese Weise, so glaubte man, könnte die Segenskraft des Heiligen auf sie einwirken. Bis heute gilt das Öl der bei der Ikone abgebrannten Öllampen als heilbringend, und in Erfüllung von Gelübden werden im Hof Opfertiere geschlachtet. Am 5. und am 6. Mai, dem Georgstag der östlichen Kirche, findet bei der Kirche ein Fest statt, das sowohl von Christen als auch Muslimen besucht wird.
Andere Orte mit Georgskirchen, an denen der Heilige Georg mit Chidr gleichgesetzt wird, sind Izraʿ und das Sankt-Georgs-Kloster bei Homs in Syrien, as-Salt in Jordanien und Lod in Israel, wo sich auch das Grab des Heiligen Georg befinden soll. In Lod haben die Muslime unmittelbar neben der Georgskirche eine Moschee errichtet, die auch als Chidr-Moschee bekannt ist. Das Chidr-Heiligtum von Beirut geht ursprünglich ebenfalls auf eine Georgskirche zurück. Sie wurde erst 1661 endgültig in ein islamisches Heiligtum mit Moschee umgewandelt. Das Chidr-Heiligtum mit den beiden Eichen in dem Hain von Mahis westlich von Amman wird nicht nur von Muslimen, sondern auch von Christen verehrt, und in seinem im Inneren sind Bilder vom Heiligen Georg aufgestellt.
Aufgrund der terminlichen Übereinstimmung von Georgstag und Hıdrellez-Fest in Südosteuropa und in der Türkei wird dort dem Heiligen Georg auf muslimischer Seite meist nicht Chidr, sondern der Doppelheilige Chidr-Elias gegenübergestellt. Diese Beziehung zeigt sich auch in der Toponymie. So wurde zum Beispiel der südliche Mündungsarm der Donau ins Schwarze Meer, der auf christlicher Seite als St.-Georgs-Arm bezeichnet wurde, von den Türken Hıdır İlyas boğazı („Chidr-Elias-Arm“) genannt. Und das unmittelbar an der Mündung dieses Flussarms ins Meer gelegene Dorf Sfântu Gheorghe war in türkischer Zeit unter dem Namen Chidrillis bekannt. Hans Dernschwam, der um die Mitte des 16. Jahrhunderts die Türkei bereiste, nahm eine solche Beziehung auch in Anatolien wahr. In seinem Reisetagebuch notierte er: „Von khainem hailigen haltten noch wissen die turkhen nicht als von S. Georgen, den sy nennen Chodir Elles, […] daz er nicht gestorben sey vnd noch lebe.“

## Innerislamische Kritik an der Chidr-Frömmigkeit
Die verschiedenen Formen der Chidr-Verehrung sind nicht von allen muslimischen Gelehrten widerspruchslos hingenommen worden. Ab dem 10. Jahrhundert versuchten verschiedene Gelehrte, die Unvereinbarkeit des Chidr-Glaubens mit den Grundlagen des islamischen Glaubens aufzuzeigen. Getragen wurde diese Abwehrbewegung zunächst vor allem von Vertretern der zahiritischen und hanbalitischen Rechtsschule. Später formulierten aber auch Gelehrte der schafiitischen Rechtsschule Kritik an der Chidr-Frömmigkeit. Andere Gelehrte wiederum verteidigten den Chidr-Glauben, so dass eine umfassende Debatte in Gang kam, die über Jahrhunderte andauerte und auch heute noch nicht völlig beendet ist. Im Rahmen dieser Debatte wurden auch zahlreiche arabische Traktate über Chidr abgefasst.
Die Kritik an der Chidr-Verehrung betraf vor allem die beiden folgenden Punkte:

### Chidr – nicht nur Gottesfreund, sondern auch Prophet
Zum einen wandte man sich gegen die von vielen Sufis vertretene Auffassung, dass Chidr kein Prophet sei, sondern lediglich Gottesfreund. Der Punkt war deshalb von großer Relevanz, weil der mit Chidr identifizierte Gottesknecht der koranischen Erzählung mit seinen Taten (Zerstörung eines Schiffes, Tötung eines Knaben) nach allgemeiner Auffassung gesetzeswidrig gehandelt hatte, und verschiedene Sufis daraus ableiteten, dass auch ihnen als Gottesfreunden das Übertreten der Scharia gestattet sei. Rechtsgelehrte wie der Schafiit Ibn Kathīr (gest. 1373) versuchten, dieser antinomistischen Auslegung dadurch den Boden zu entziehen, dass sie Chidr als Propheten definierten und darauf hinwiesen, dass er als solcher, und nicht als Gottesfreund, seine Taten begangen habe. Die Berufung auf Chidr zur Rechtfertigung von Verstößen gegen die Scharia wurde von Muhammad ibn ʿAbd al-Wahhāb (gest. 1792) als so grobes Vergehen betrachtet, dass er sie in seine Liste von Nawāqid al-Islām aufnahm. Der neunte Punkt auf dieser Liste lautet: „Wer glaubt, dass einige Menschen die Scharia übertreten dürfen, wie Chidr die Scharia Moses übertreten durfte, ist ein Ungläubiger.“
Allerdings gab es auch sufisch orientierte Gelehrte, die annahmen, dass Chidr ein Prophet ist. So referiert der marokkanische Sufi Muhammad al-Mahdī al-Fāsī (gest. 1653) in seinem Kommentar Maṭāliʿ al-masarrāt die Auffassung, dass Chidr als Prophet zu einem Volk auf dem Meer gesandt wurde, das Banū Kināna hieß. Diese Meinung soll auch al-Dschazūlī (gest. 1465), der Autor der bekannten Gebetssammlung Dalāʾl al-ḫairāt geteilt haben, die al-Fāsī in seinem Werk kommentierte.

### Die Kontroverse über Chidrs Fortleben
Der zweite Punkt, der von den Gegnern der Chidr-Frömmigkeit bekämpft wurde, war der Glaube an Chidrs Fortleben. Zu den bekannten arabischen Gelehrten, die sich gegen diese Vorstellung gewandt haben, gehörten der Bagdader Hadith-Gelehrte Abū l-Husain al-Munādī (gest. 947), der andalusische Zahirit Ibn Hazm (gest. 1064) und der Hanbalit Ibn al-Dschauzī (gest. 1200). Letzterer hat zu dieser Frage auch eine eigene Abhandlung abgefasst, die allerdings nur durch Zitate in späteren Werken von Ibn Qaiyim al-Dschauzīya (gest. 1350) und Ibn Hadschar al-ʿAsqalānī (gest. 1449) erhalten ist.
Verteidigt wurde Chidrs Fortleben dagegen von dem Malikiten Ibn Abī Zaid al-Qairawānī (gest. 996), den beiden Schafiiten an-Nawawī (gest. 1277) und Dschalāl ad-Dīn as-Suyūtī (gest. 1505) sowie dem mekkanischen Hanafit ʿAlī al-Qārī (gest. 1606). Al-Qārī hat eine eigene Chidr-Abhandlung abgefasst, in der er die Argumente Ibn al-Dschauzīs einzeln abhandelte und widerlegte. Auch der in Bagdad lebende Gelehrte Muhammad ibn ʿAun ad-Dīn al-Mausilī verfasste eine Schrift zum Beweis von Chidrs Fortleben. In diesem Text, den er um 1750 abschloss, wies er auch die Auffassung des anatolischen Sufi Sadr ad-Dīn al-Qūnawī (gest. 1274) zurück, der gelehrt hatte, dass Chidr nur in der Welt der Bilder (ʿālam al-miṯāl) gesehen werde.
Einige Gelehrte ließen die Frage von Chidrs Fortleben aber auch bewusst offen. Der osmanische Provinzgelehrte Abū Saʿīd al-Chādimī (gest. 1762) zum Beispiel, der einen kurzen Traktat zu der Frage verfasste, in dem er das Wortgefecht zweier zeitgenössischer Gelehrter über Chidrs Fortleben behandelt, erklärte die Frage für unentschieden und empfahl seinen Schülern und Lesern diesbezüglich Zurückhaltung. Der Bagdader Gelehrte Schihāb ad-Dīn al-Ālūsī (gest. 1854), der in seinem Korankommentar Rūḥ al-maʿānī bei der Behandlung von Sure 18 Chidr einen sehr ausführlichen Abschnitt widmete, erörterte darin auch die gesamten Lehrmeinungen zu seinem Fortleben, gab jedoch selbst kein Urteil dazu ab.
Eines der Argumente, das am häufigsten gegen Chidrs Fortleben vorgebracht wurde, war der Koranvers 21:34, in dem es, an Mohammed gerichtet, heißt: „Und keinem Menschen vor dir haben wir ewiges Leben verliehen.“ Gelehrte, die von Chidrs Fortleben überzeugt waren, wie Ibn Abī Zaid al-Qairawānī sahen in diesem Vers allerdings keinen Widerspruch zu Chidrs Fortleben. Sie verwiesen darauf, dass zwischen ewigem Leben (ḫulūd) und dem Fortleben bis zum Tag der Auferstehung ein großer Unterschied bestehe. Während das ewige Leben, von dem im Koran die Rede sei, auch das Fortleben im Jenseits einschließe, sterbe Chidr wie Iblīs, sobald beim Jüngsten Gericht zum ersten Mal in die Posaune gestoßen werde.
Ein anderes Argument, das häufig gegen Chidrs Fortleben ins Feld geführt wurde, ist das Fehlen von Überlieferungen über ein Zusammentreffen zwischen ihm und dem Propheten Mohammed. Diejenigen, die Chidrs Fortleben bestritten, meinten, dass er, wenn er zur Zeit Mohammeds am Leben gewesen wäre, er ihm unbedingt den Treueid hätte leisten müssen. Aus dem Fehlen von Berichten darüber schlossen sie, dass Chidr schon vorher gestorben sein müsste. Sufis wie Muhammad ibn ʿAun ad-Dīn al-Mausilī meinten dagegen, dass Chidr sehr wohl mit Mohammed zusammengetroffen sei, die Prophetengefährten ihn jedoch nicht gesehen oder erkannt hätten, weil er unterschiedliche Gestalt annehmen könne. Einige muslimische Gelehrte waren der Auffassung, dass Chidr und Elias sogar Hadithe überliefern können. Besonders bekannt ist der Fall des transoxanischen Gelehrten Abū l-Muzaffar ʿAbdallah ibn Muhammad al-Chaiyām as-Samarqandī (10. Jhdt.), der in Abiward davon erzählt haben soll, dass er Chidr und Elias in der Wüste getroffen habe und die beiden ihm mehrere Aussprüche vom Propheten übermittelten. Der Bericht hierüber ist in viele islamische Traditionswerke aufgenommen worden.

## Chidr in der westlichen Literatur

### 18. und 19. Jahrhundert

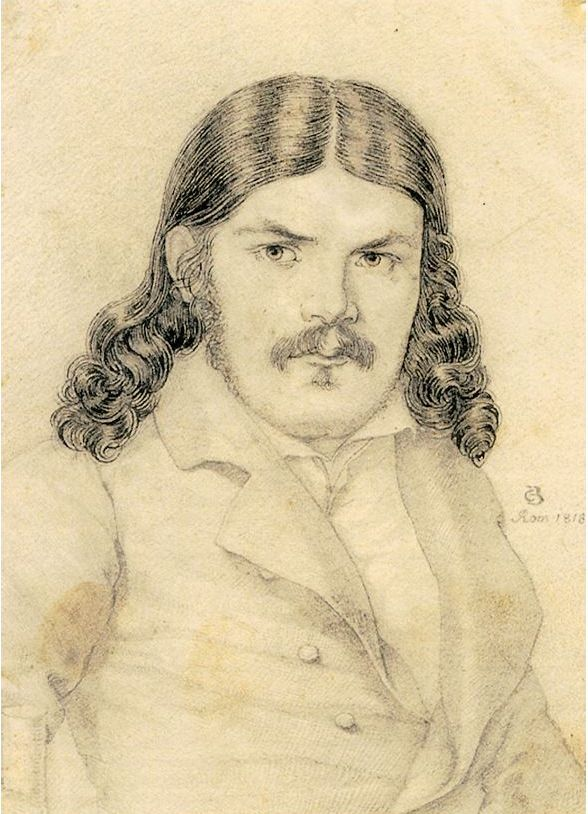
Friedrich Rückert widmete Chidr ein Gedicht

Chidr hat auch Eingang in die abendländische Literatur gefunden. So enthält die Erzählsammlung Les mille et un jours von Pétis de la Croix (1653–1713) die Geschichte über einen Kaufmann, der dem Propheten Chidr im Paradies begegnet. Im deutschsprachigen Raum haben Goethes Verse, mit denen er seinen West-östlichen Divan beginnt und zu einer „Hegira“ zu „Chisers Quell“ im „reinen Osten“ aufruft, sowie Friedrich Rückerts Parabel, die mit den Worten „Chidher, der ewig junge, sprach“ anhebt, die Figur erstmals einem weiteren Lesepublikum bekannt gemacht.
Goethe lehnte sich in seinem Divan an ein in der persischen Literatur verbreitetes Motiv an, wonach Chidr der spirituelle Führer der Dichter ist. Dieses Motiv hatte ihm Joseph von Hammer-Purgstall in der Vorrede zu seiner Übersetzung von Hafis’ Dīwān vermittelt. Hier gibt er eine alte Legende aus Schiras wieder, wonach eines Morgens ein grün gekleideter Greis bei Hafis erschien und ihm aus einem Becher zu trinken gab: „Es war Chiser, der Hüter des Quells des Lebens, der Hafisen davon zu trinken vergönnte, und ihm unsterblichen Ruhm verhieß. So gelangte er zur Weihe des Dichters.“ Goethe, der seinen Divan als westliche Antwort auf Hafis’ Dīwān konzipierte und sich selbst als seinen „Zwilling“ präsentierte, hat durch den Verweis auf Chisers Quelle eine symbolische Parallele zwischen sich und dem orientalischen Dichter hergestellt.
Rückerts Chidher-Parabel erschien zum ersten Mal 1824 im Morgenblatt für gebildete Stände und geht auf eine Erzählung in al-Qazwīnīs Kosmographie ʿAǧāʾib al-maḫlūqāt wa-ġarāʾib al-mauǧūdāt zurück. Nach Gustav Zart wollte Rückert in der Parabel „eine allgemeine Wahrheit lehren, welche den Wechsel aller irdischen Dinge betrifft.“

### Psychologisierende Interpretationen im 20. und 21. Jahrhundert
Anfang des 20. Jahrhunderts machte Gustav Meyrink den alten Juden Chidher Grün zur Hauptgestalt seines okkult-apokalyptischen Romans Das grüne Gesicht (1916). Meyrink interpretiert hier Chidr im Sinne der kurz zuvor publizierten Studie von Karl Vollers als synkretistische Gestalt und setzt ihn nicht nur zu Elias in Beziehung, sondern auch zu Ahasver, zum kabbalistischen Lebensbaum und zur Schlangengottheit des Voodoo-Kults, die die Kraft hat, Tote wiederzubeleben.

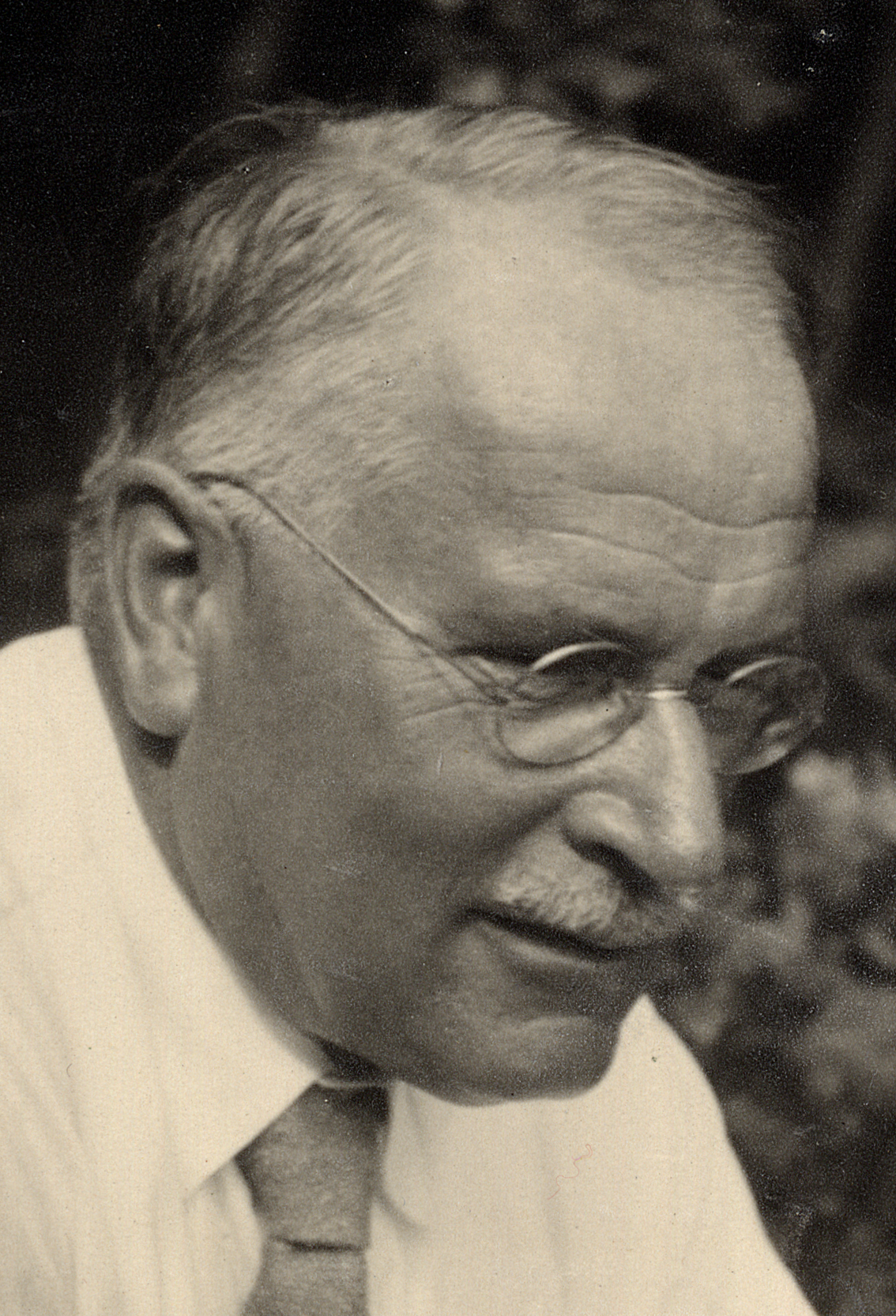
Carl Gustav Jung, der sich intensiv mit der Chidr-Gestalt auseinandersetzte.

Ein spezielles Interesse an der Chidr-Figur entwickelte auch der Schweizer Psychiater Carl Gustav Jung. Er lernte Chidr ebenfalls durch die Studie von Vollers kennen und erwähnt ihn zum ersten Mal in seinem Werk Wandlungen und Symbole der Libido von 1912. Hier charakterisiert er Chidr als „Sohn der Wassertiefe“, aber auch als Kabiren und Verkünder göttlicher Weisheit und vergleicht ihn mit dem babylonischen „Oannes-Ea, der in Fischgestalt dargestellt wurde und täglich als Fisch aus dem Meere kam, um dem Volk die Weisheit zu lehren“. Intensiv beschäftigte sich Jung in diesem Werk auch mit der koranischen Erzählung über Mose und den mit Chidr identifizierten Gottesknecht. Nach seiner Interpretation beschreibt die koranische Erzählung eine spirituelle Transformation: „Wo der Fisch verschwand, wird Chidher, ‚der Grünende‘ geboren“. Während einer Safari zum Mount Elgon 1925/26 unterhielt sich dann Jung sehr ausführlich mit seinem Safari-Anführer, der ein sufisch erzogener Somali war, über die Chidr-Gestalt. Er erzählte ihm, dass Chidr dem Menschen in unterschiedlicher Gestalt, manchmal sogar als reines weißes Licht, erscheinen könne, „erster Engel Gottes“ sei und manchmal auch in Träumen erscheine. In seinem Essay über die Wiedergeburt von 1939, in dem Jung die Erlebnisse dieser Reise verarbeitete, deutete er Chidr neu als denjenigen, „der dem Menschen nicht nur in leiblichen Nöten beisteht, sondern ihm auch zur Wiedergeburt verhilft.“ Diesen Gedanken legte er wiederum an der koranischen Erzählung von Mose und Chidr dar. Chidr symbolisiert darin für ihn das Selbst, Mose das Ego und Josua seinen Schatten. In Chidr erkennt Mose „ein höheres Bewußtsein, von dem er Belehrung erwartet,“ und Chidr verkörpert die höhere Weisheit sowie „ein dieser entsprechendes Handeln, welches jenseits der menschlichen Vernunft steht.“ Die Geschichte soll nach Jung dem Hörer dartun, wie die Wiedergeburt verläuft: „Wo der Fisch verschwindet, ist die Geburtsstätte des Chadir.“
Mit seiner mythisch-psychologisierenden Interpretation Chidrs hatte C. G. Jung großen Einfluss auf die Tiefenpsychologie. Marie-Louise von Franz, eine Schülerin von ihm, beschreibt in ihrem Werk „Archetypische Dimensionen der Seele“ (1994) Chidr mit den Worten: „Er ist der Metatron, der erste Engel, der wie Jupiter und Merkurius auf die Erde hinabsteigt und die Menschen besucht.“ Psychologisierende Deutungen der Chidr-Gestalt finden sich auch in den Science-Fiction-Romanen Miracle Visitors (1978) von Ian Watson und The Unreasoning Mask (1981) von Philip José Farmer. In Miracle Visitors wird erzählt, wie ein britischer Psychologie-Professor, der mit veränderten Bewusstseinszuständen experimentiert, mit Chidr zusammentrifft, der ihm als sein Alter Ego erscheint. Infolge dieser Erfahrung gibt er sein Berufsleben auf und verwandelt sich im Laufe der Zeit selbst in Chidr. Farmer, der von den mythologischen Studien Joseph Campbells beeinflusst ist, erzählt in seinem Roman, wie der atheistische Ex-Muslim Ramstan eine initiatorische Heldenreise erlebt, auf der ihm Chidr in Form einer dunklen Gestalt am Ende eines Traums begegnet. Chidr repräsentiert hierbei die „Externalisierung seines unterdrückten Glaubens und mythologischen Denkens“.
Schließlich ist Chidr auch von zentraler Bedeutung in dem 2008 erschienenen historischen Roman Der Geheime Name Gottes von Christian R. Lange. Der Roman erzählt in freier Form die Reisen des Ibn Battūta nach und deutet diese als eine mystische Suche nach der Unsterblichkeit auf den Spuren Chidrs.